# SR-3旋风突击步枪
SR-3“旋風”（英語：SR-3“Vikhr”，俄语罗马化全寫：Spetsialnaya Razarbotka-3，意為：特別研發3型，Vikhr，全寫：Специальная Разработка-3）是一系列由俄羅斯中央精密工程研究所（俄語：ФГУП «ЦНИИТОЧМАШ»）所研製及生產的緊湊型全自動突击步枪，發射9×39毫米苏聯口徑亞音速步枪子彈。

## 歷史
SR-3是在1990年代由中央精密工程研究所（俄語：ФГУП «ЦНИИТОЧМАШ»）以「緊湊型突擊步槍」之名研製。它是以AS Val微聲自動步槍為藍本，但它並不使用笨重的整體式消聲器（甚至在設計中也完全不考慮安裝消聲器的能力），並將原來裝在消聲器上的的準星安裝在槍管前部。這種初期試驗改裝型號的武器被命名為“МА”（全稱：Малогабаритный Автомат，意為：小型自動步槍），其代號為“旋風”（俄語：Вихрь）。
在對MA的初步測試以後證明，其基本性能上足以滿足用戶的要求，於是中央精密機械工程研究院把這個研究項目的槍械命名為“RG-051”，並且繼續作深入的研製及改進。為了達到對這款新型武器盡可能地緊湊和隱蔽的主要目標，原來配備的左側折疊式槍托被上翻折疊式槍托所取代，這樣的優點是折疊後的佔用空間更小，但缺點是舒適性較為差劣。而原本裝在右側突出的拉機柄被改為兩個緊貼於槍管護木上方的滑塊。為了能夠快速地從攜槍狀態轉變為戰鬥狀態，原本的保險桿也作了重新設計，使之左右兩手都能輕鬆操作。
在RG-051的最初設計中，上翻式槍托內部裝有一個強力弹簧，當使用者按下槍托鎖扣以後，會激活彈簧並且自動彈開到使用狀態。但這個功能設計得不設實際，因為在研究初期一次向克格勃高層人員所作的演示中，因為某名官員不清楚槍托彈開的位置，在按下槍托鎖扣以後被自動彈開的槍托打傷了臉。結果取消了槍托內部的強力彈簧並且改為手動向上折疊或展開槍托。
在1991年，首批試產的RG-051正式交付給克格勃（俄語：Комитет Государственной Безопасности，簡稱：KGB）進行測試。1996年，已經經過廣泛性實戰測試以後的RG-051被正式定型為SR-3，並繼承試作槍的代號“旋風”。SR-3被克格勃的繼任者，俄羅斯聯邦安全局（俄語：Федеральная служба безопасности Российской Федерации，簡稱：ФСБ，簡稱：FSB）和俄羅斯聯邦警衛局（俄語：Федеральная Служба Охраны，簡稱：ФСО，簡稱：FSO）所正式採用。
雖然SR-3主要用作要人護衛用途，但由於也很適合對付身穿重型避彈衣或是躲藏在汽车和其他堅硬掩體後方的敵人，所以俄羅斯的一些精銳反恐部隊也採用了一些SR-3，把這種小巧輕便而威力強大的小型步槍用在近身距離作戰。
在俄羅斯聯邦安全局正式採用SR-3以後，他們又反饋了新的操作要求，其目標是把SR-3、AS Val以及VSS Vintorez的特質都結合起來；加上KBP儀器設計廠推出了與SR-3用途相近但更便宜的9A-91，而事實上許多SR-3的實際用戶並不是用作保護要人用途而是用作近身距離作戰武器，他們都要求提升該槍的人體工學和配件安裝能力。
在21世纪初，中央精密機械工程研究院便以SR-3為藍本，開始研製類似9A-91的武器。這種衍生型被命名為SR-3M（俄語：СР3М），目前亦已經被俄羅斯各地的聯邦安全局分局和特警隊所使用。
在2012年工程技術國際論壇上，中央精密機械工程研究院推出了SR-3MP（俄語：СР3МП）。SR-3MP在機匣頂部、護木左右兩側及手槍握把底部裝上了MIL-STD-1913戰術導軌，前兩者分別用以裝上光学瞄准镜（或反射式瞄準鏡、全息瞄準鏡、棱鏡式瞄準鏡、夜視鏡、熱成像儀）、戰術燈（或雷射指示器），後者則是裝上一個倒轉的AS Val型可拆卸式底部折疊式槍托（折疊後為槍底部右邊）。推斷這樣設計是為了讓警察及特種部隊人員在佩戴裝有防彈面罩的頭盔時可以瞄準射擊（但仍可裝上原來的折疊式槍托）。

## 設計細節
由於SR-3是由AS Val改進而成，因此自動原理和擊發結構都一樣。SR-3採用了氣動式操作原理，位於槍管上方的長行程氣動活塞與槍機機框以剛性連接，轉拴式槍栓機頭具有六個鎖耳（英語：Lug）。其機匣採用鍛壓钢加工，以提高強度和耐用性。
SR-3在耐衝擊的聚合物护木前上方設有一對左右對稱的滑塊狀拉機柄，讓握護木的手的拇指和食指抓住拉機柄兩側並向後拉動至後方就能拉動槍機，然後鬆開拉機柄即可以完成推彈上膛的動作。拉機柄在發射時不會跟隨著槍機一起運動。在槍機機框右側具有一個水滴形狀的凹坑，內部具有鋸齒型防滑紋。如果發生閉鎖不完全或是需要手動閉膛時，使用者可以把用手指藉由水滴狀凹坑強行推槍機向前以完成閉鎖。
SR-3的扳機和擊發機構與AS Val、VSS Vintorez和捷克Vz. 58相同的是都採用了平移式擊錘。擊錘簧位於槍機復進簧的下方，兩個彈簧組的彈簧導桿和聚合物槍機緩衝器一起安裝在槍尾。SR-3亦把AK樣式保險柄改為塑料握把上方兩側設置的槓桿，方便左右兩手都可以由拇指輕鬆地激活操作。快慢機的位置是在扳機護環內，位於板機後面。
SR-3配備了一具緊湊型槍口制退器，但不能安裝消聲器。SR-3裝有全新設計、由鋼板衝壓件所製造的上翻折疊式槍托，不使用時可以向上翻折疊。配合SR-3採用了更簡單的小型機械瞄具，便於隱蔽攜帶。
而從SR-3改進而成的SR-3M事實上是混合了SR-3和AS Val的特點的武器。它使用了AS Val的槍管，但取消了泄氣孔。護木下方具有一個事實上裝在槍管準星座以下的可折疊式前握把。膛口裝置可以用以裝上可快速拆卸式新型消聲器。照門也被轉移到位於前護木上方與消聲器相反位置，在沒有裝上消聲器的時候才突顯其瞄準用途，並且新增了夜間瞄準功能。折疊式槍托由上翻式折疊改成AS Val的機匣左邊折疊式槍托。另外亦根據用戶的要求，為這件武器研製了一個更大容量的新型30發聚合物製或钢製可拆卸式彈匣，以取代AS Val、VSS Vintorez和SR-3原來配備的10發和20發可拆卸式彈匣。這個彈匣也可以給AS Val和VSS Vintorez使用。SR-3M亦在機匣左側整合了一條屬於俄羅斯標準的瞄準鏡導軌，用以裝上各種瞄準裝置，例如PSO-1快拆式光学瞄准镜。
SR-3和SR-3M均採用上翻式調節的機械瞄具，射程裝定分別為攻擊100公尺（109.36码，328.08英尺）和200公尺（218.72碼，656.16英尺）以內的目標，準星和照門都裝有護翼以防損壞。但由於瞄準基线實在過短、亞音速子彈本身的飛行軌跡實在彎曲和本身用途和冲锋枪相近，令其實際有效射程僅僅是100公尺。但是對於9×39毫米蘇聯口徑亞音速步槍子彈仍然有著比起使用手槍子彈的冲锋枪和短槍管卡賓槍（例如AKS-74U和HK-53）更大的貫穿力（使用特別為其開發的SP-6型穿甲子彈的話，可以在200公尺距離貫穿8毫米的鋼板，貫穿具有三級(俄國分類，相當NIJ IIIA)個人防護能力的頭盔和避彈衣）和破壞力這種優勢來說，令其有著遠比冲锋枪和卡賓槍更高的作戰優勢。

## 使用國
- [3]
- 俄羅斯
  - 俄羅斯聯邦安全局
  - 俄羅斯聯邦警衛局
  - 俄羅斯聯邦國家近衛軍
- 叙利亚

## 流行文化

### 电子游戏
- 2007年—：型號為SR-3M，無法進行改裝，只在Xbox 360、PlayStation 3版的多人模式中登場。
- 2008年—《戰地之王》：型號為SR-3M，以30發彈匣供彈，被歸類為冲锋枪。
- 2010年—：型號為SR-3，命名為「VIKHR」，被歸類為冲锋枪，可選擇裝上反射式瞄準鏡、2倍瞄準鏡、槍托和比賽等級（英语：Match grade）彈藥。
- 2012年—：型號為SR-3M，命名為「SR-3M」，被歸類為個人防衛步槍，底部可折疊式前握把被戰術導軌所取代，可裝上垂直前握把或轉角前握把。
- 2015年—《生存之战》
- 2016年—《少女前线》：型号為SR-3MP，为5星SMG人形。
- 2017年—：型號為SR-3M
- 2024年—《決勝時刻：黑色行動6》：型號為SR-3，命名為“KSV”，歸類為“衝鋒槍”。時代錯誤地出現在1991年。
- 2024年—《三角洲行動》：型號為SR-3M，歸類為「衝鋒槍」，特定玩法下為「醫療」專屬武器。

## 圖集

### SR-3

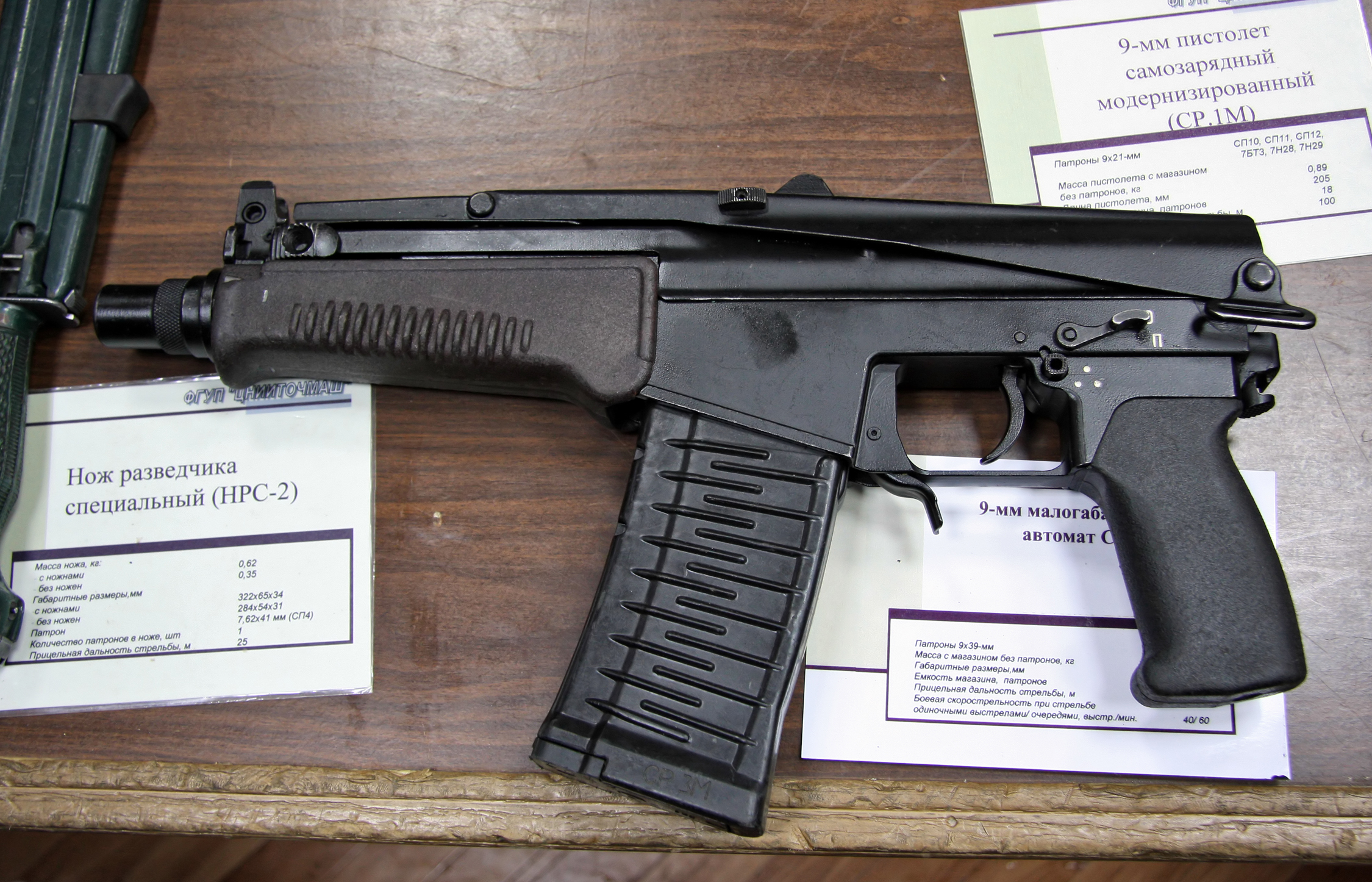
SR-3突击步枪（左視圖）
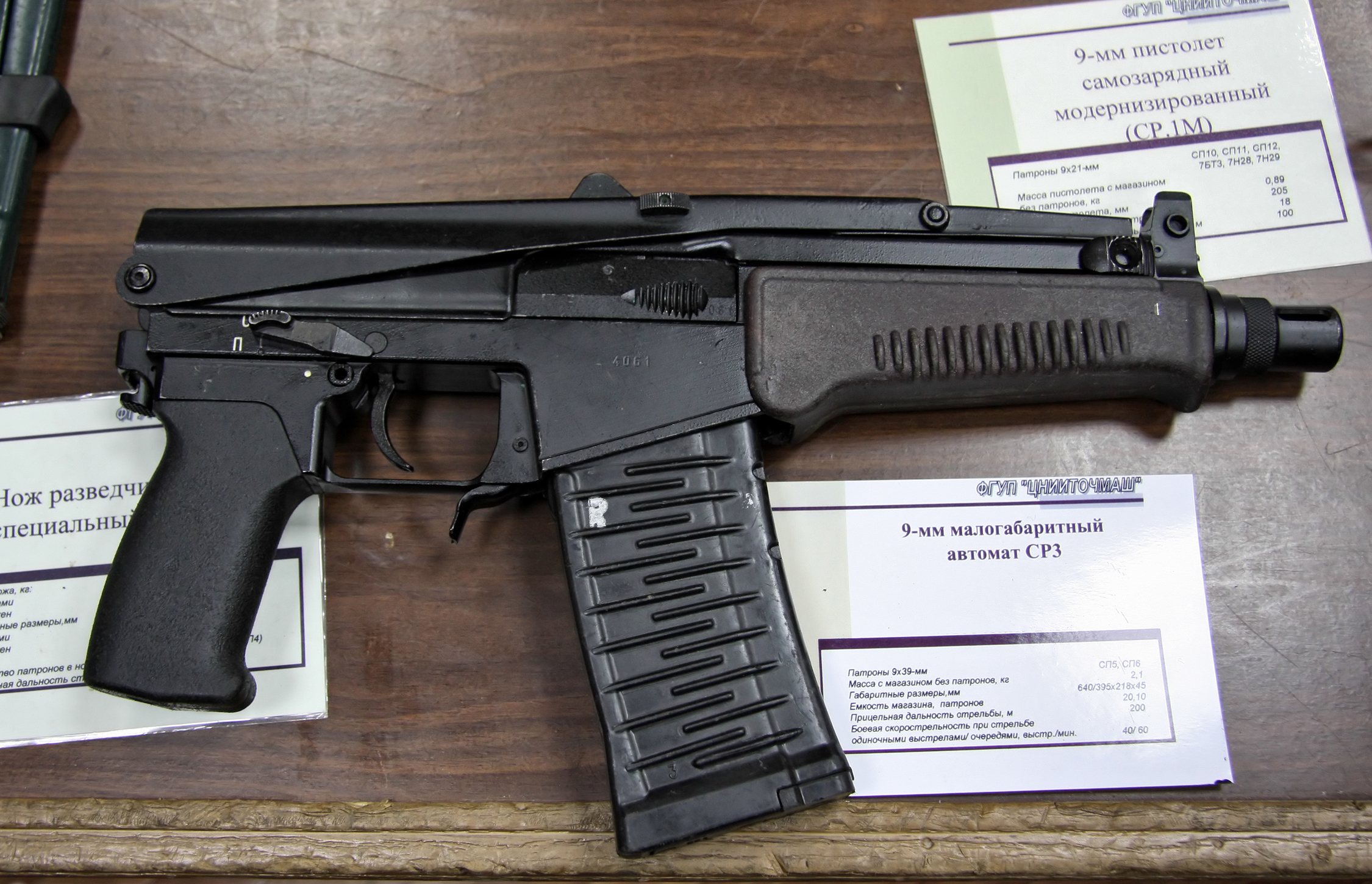
SR-3突击步枪（右視圖）
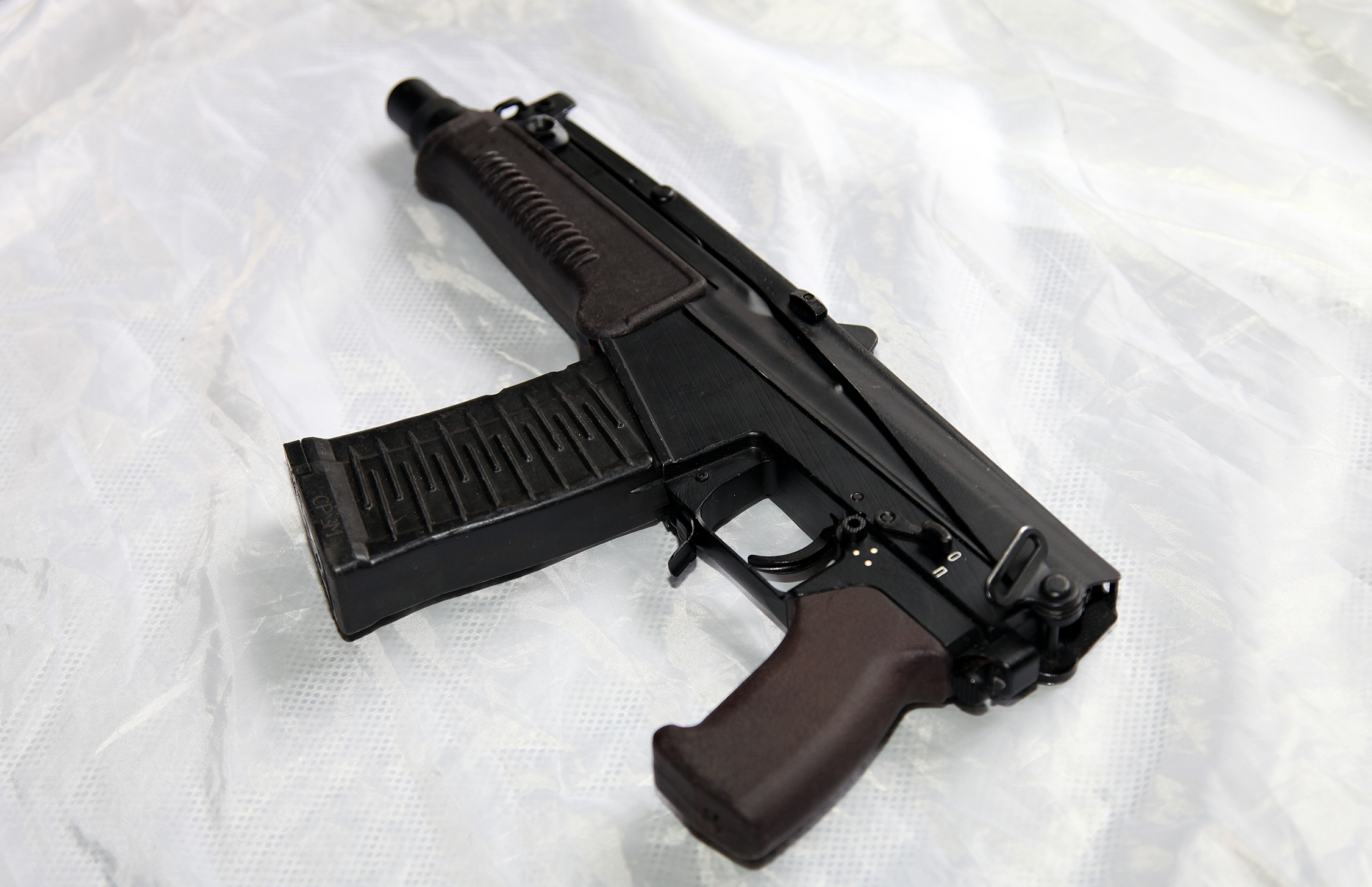
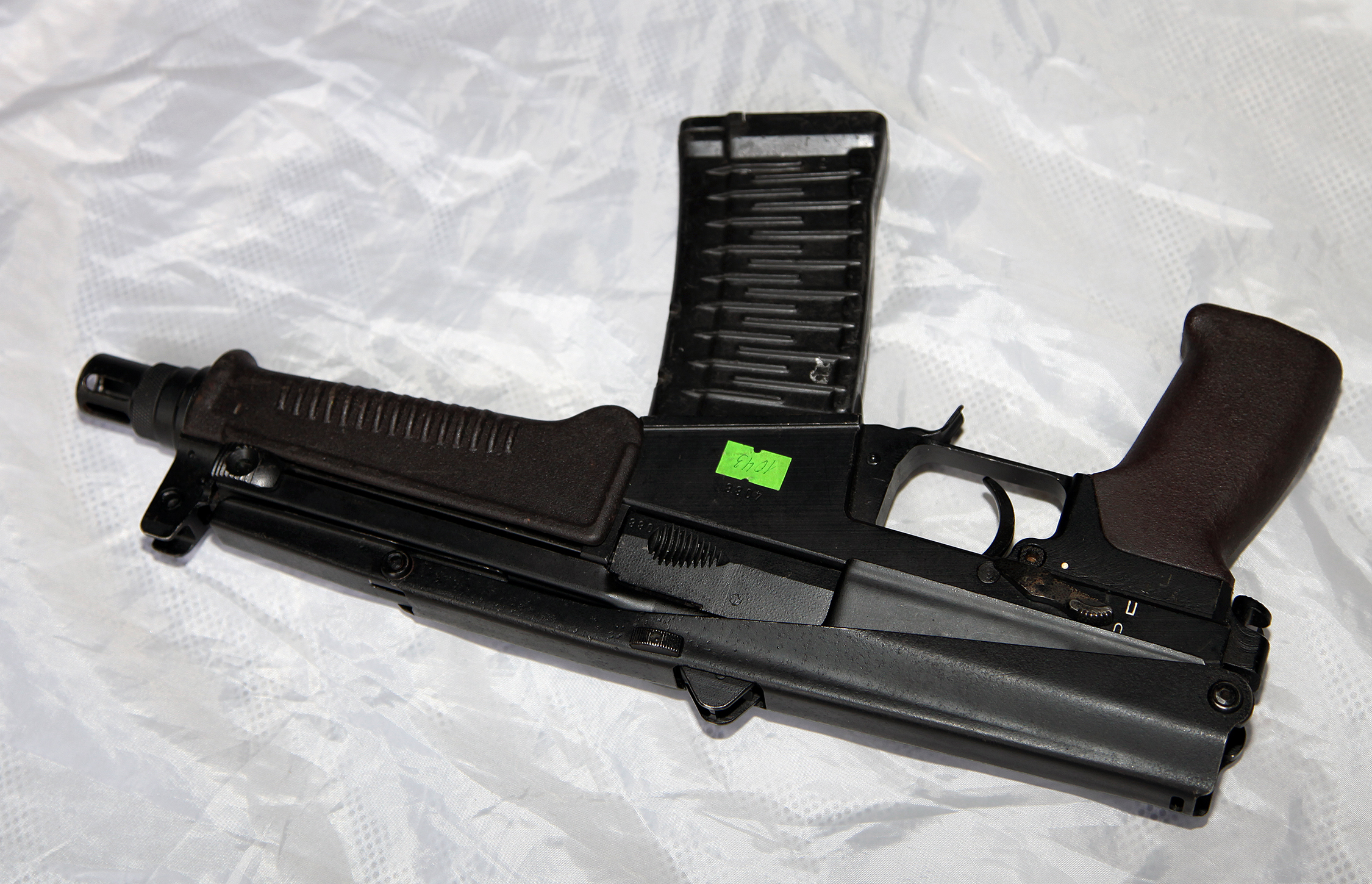
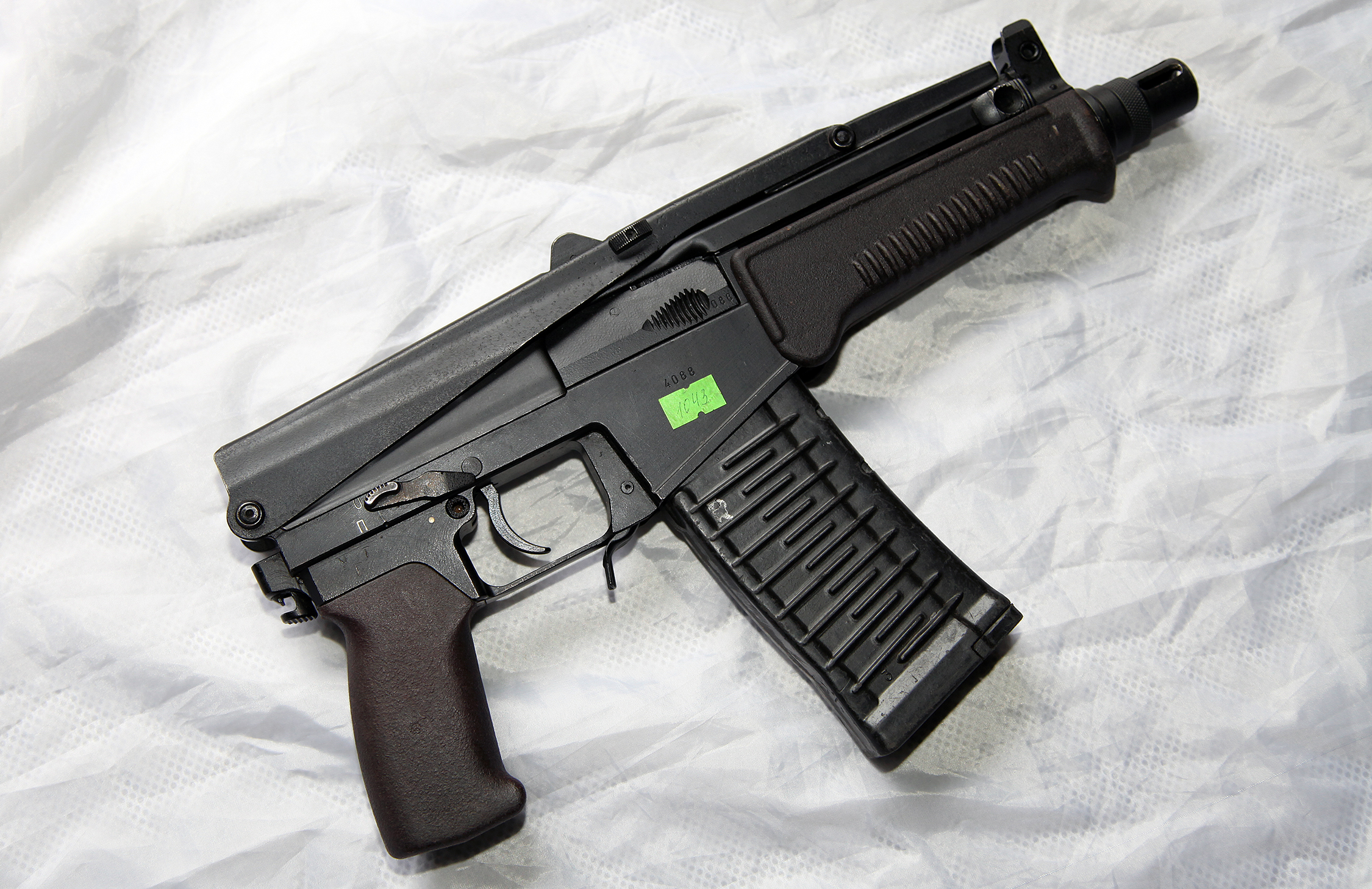
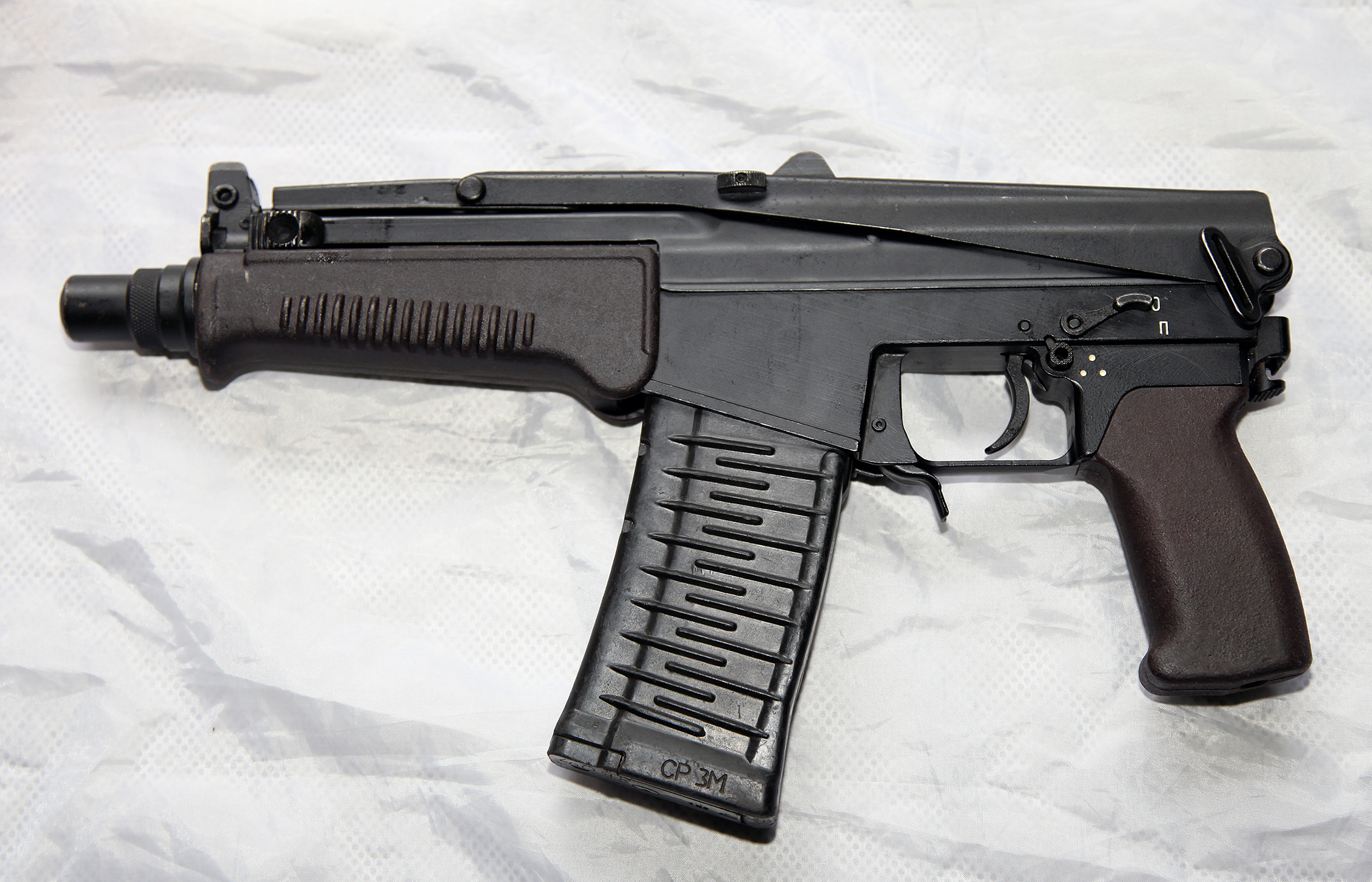
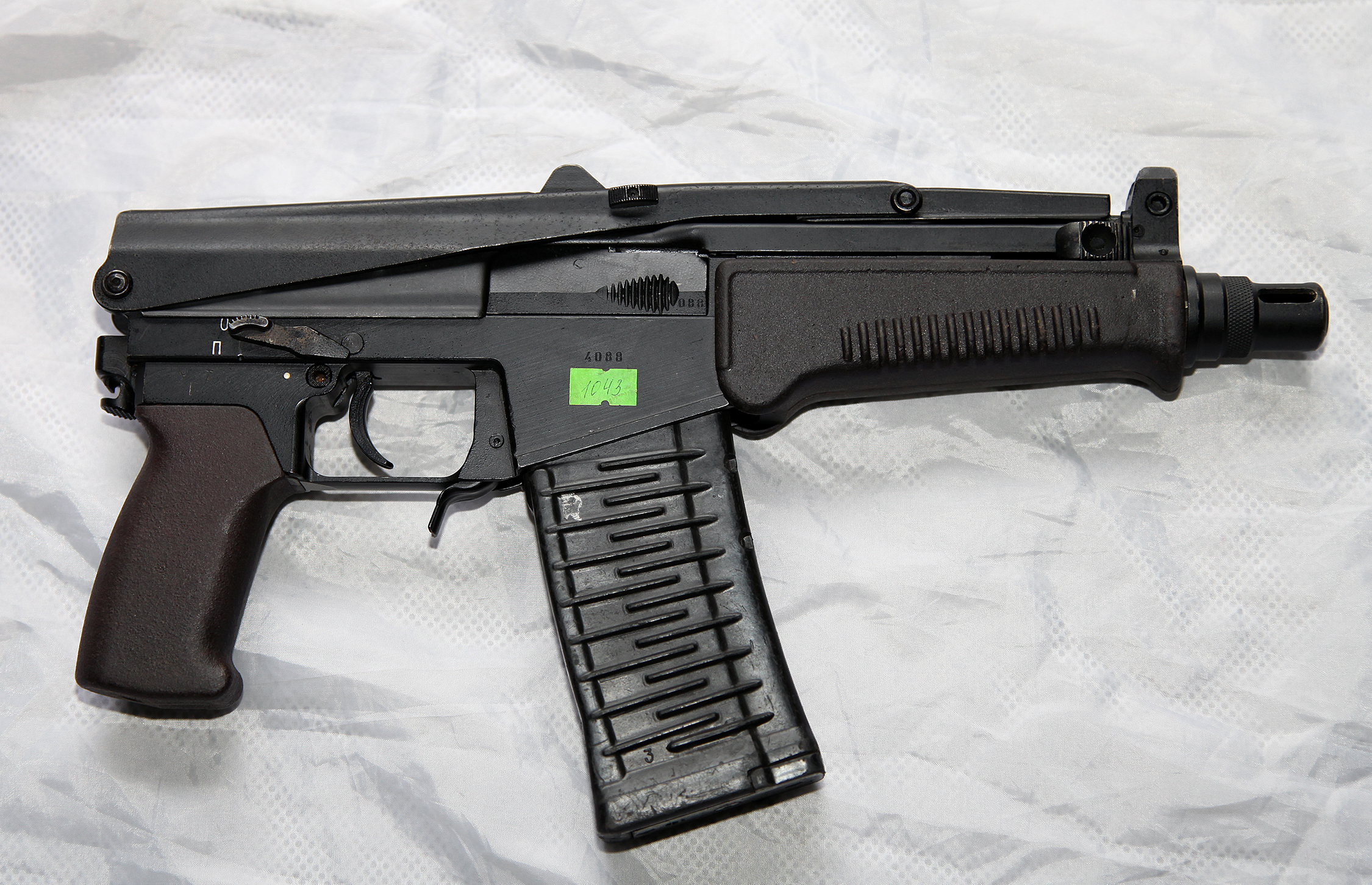
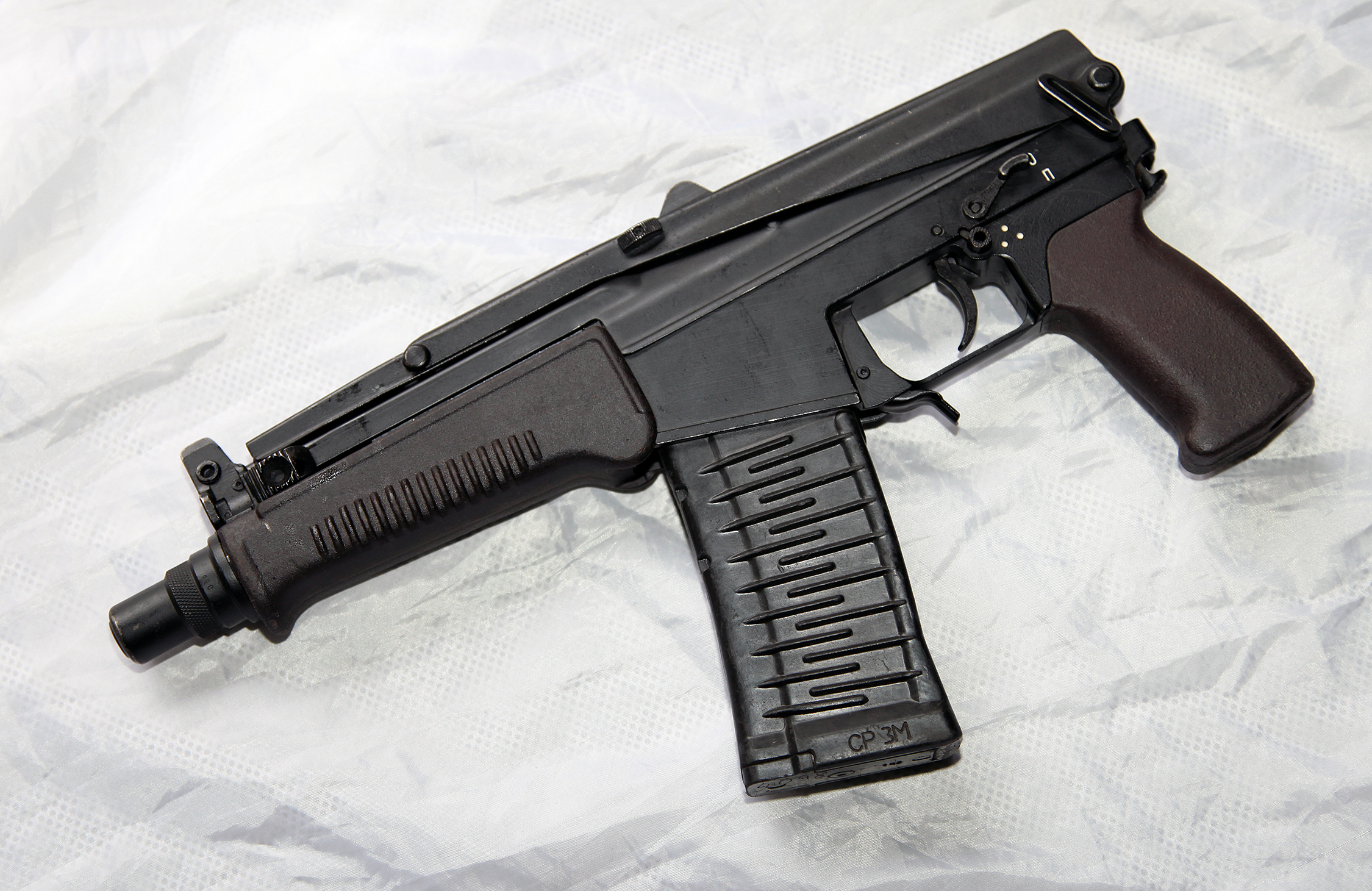
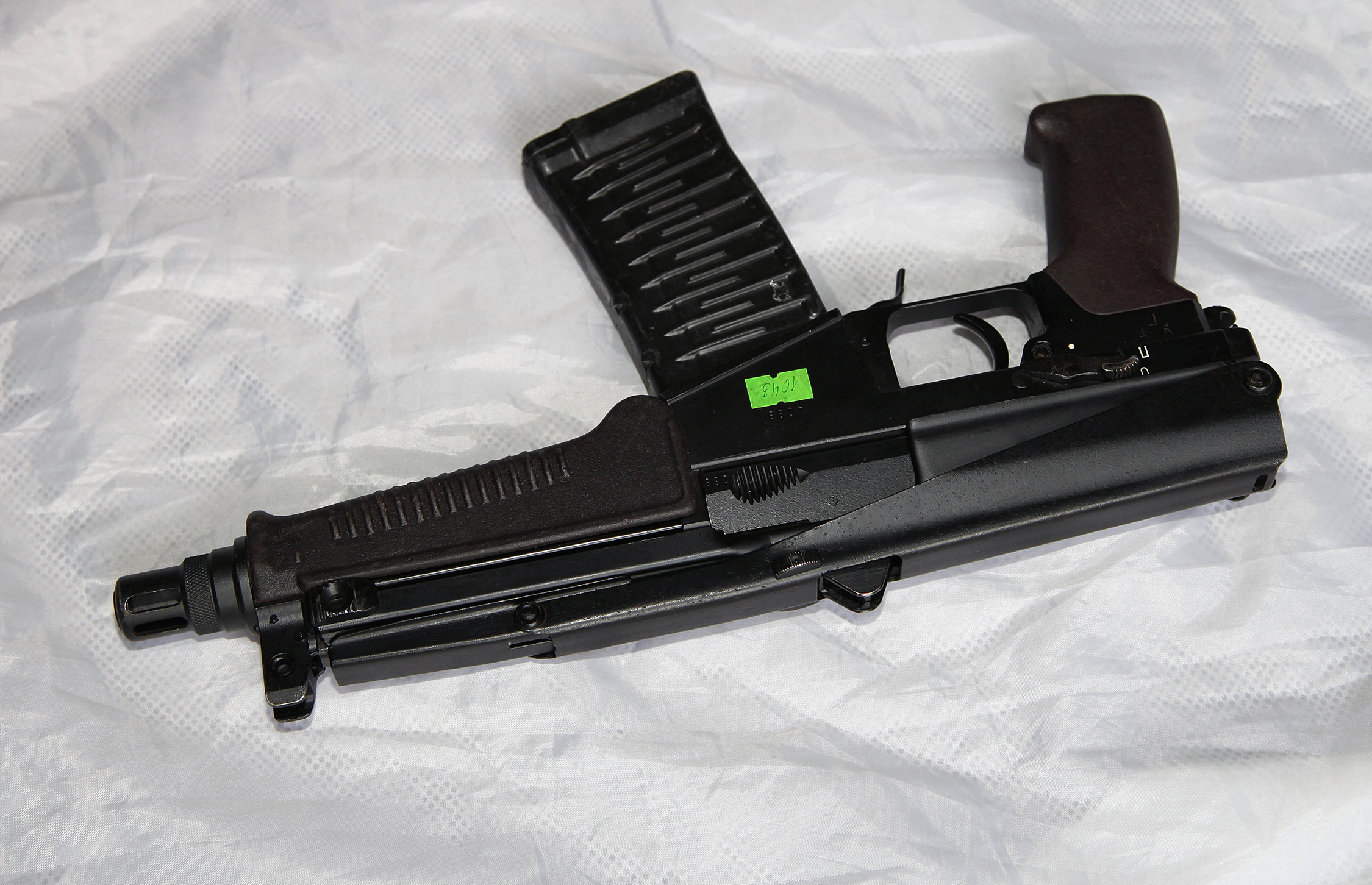
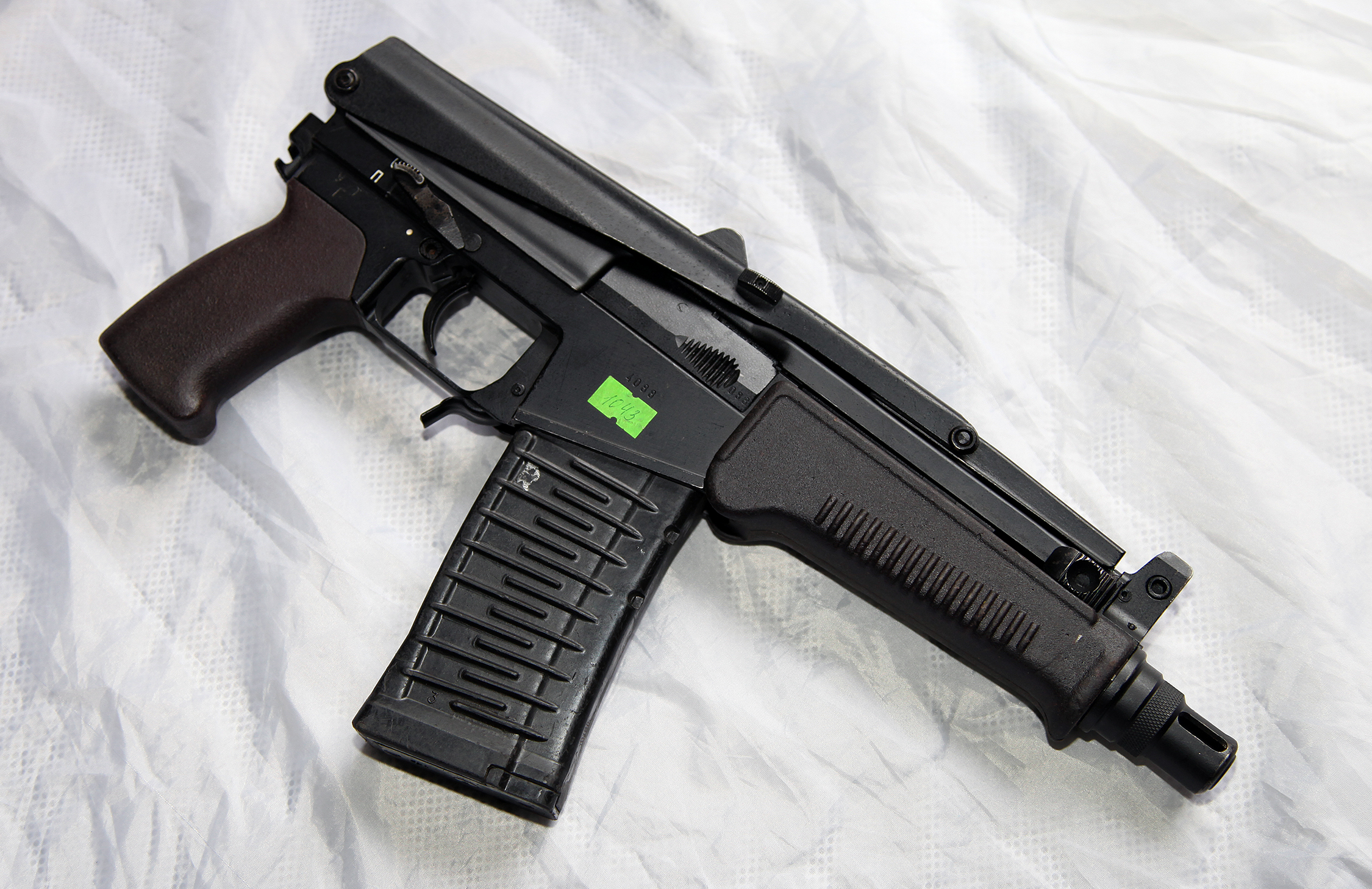
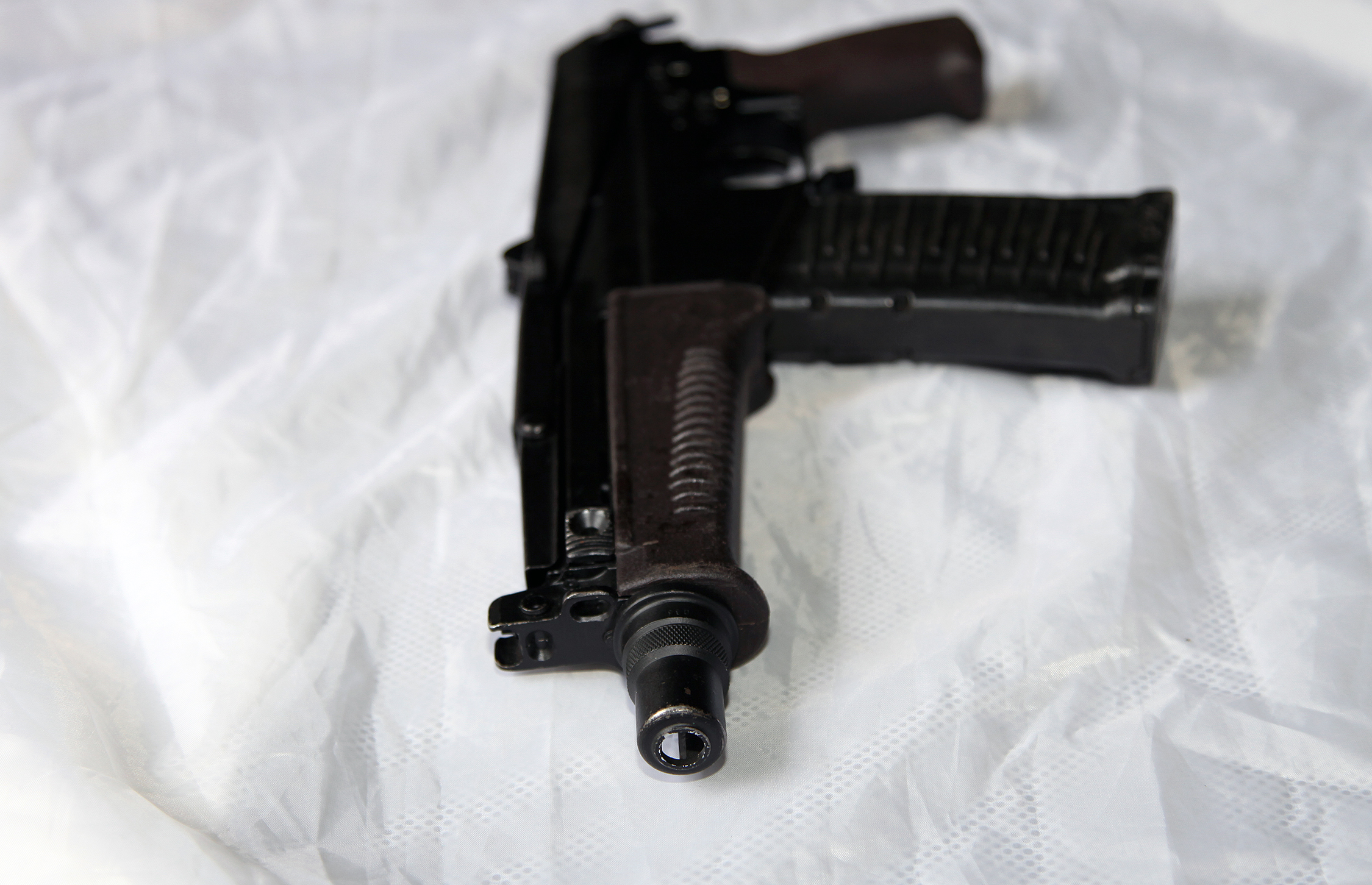
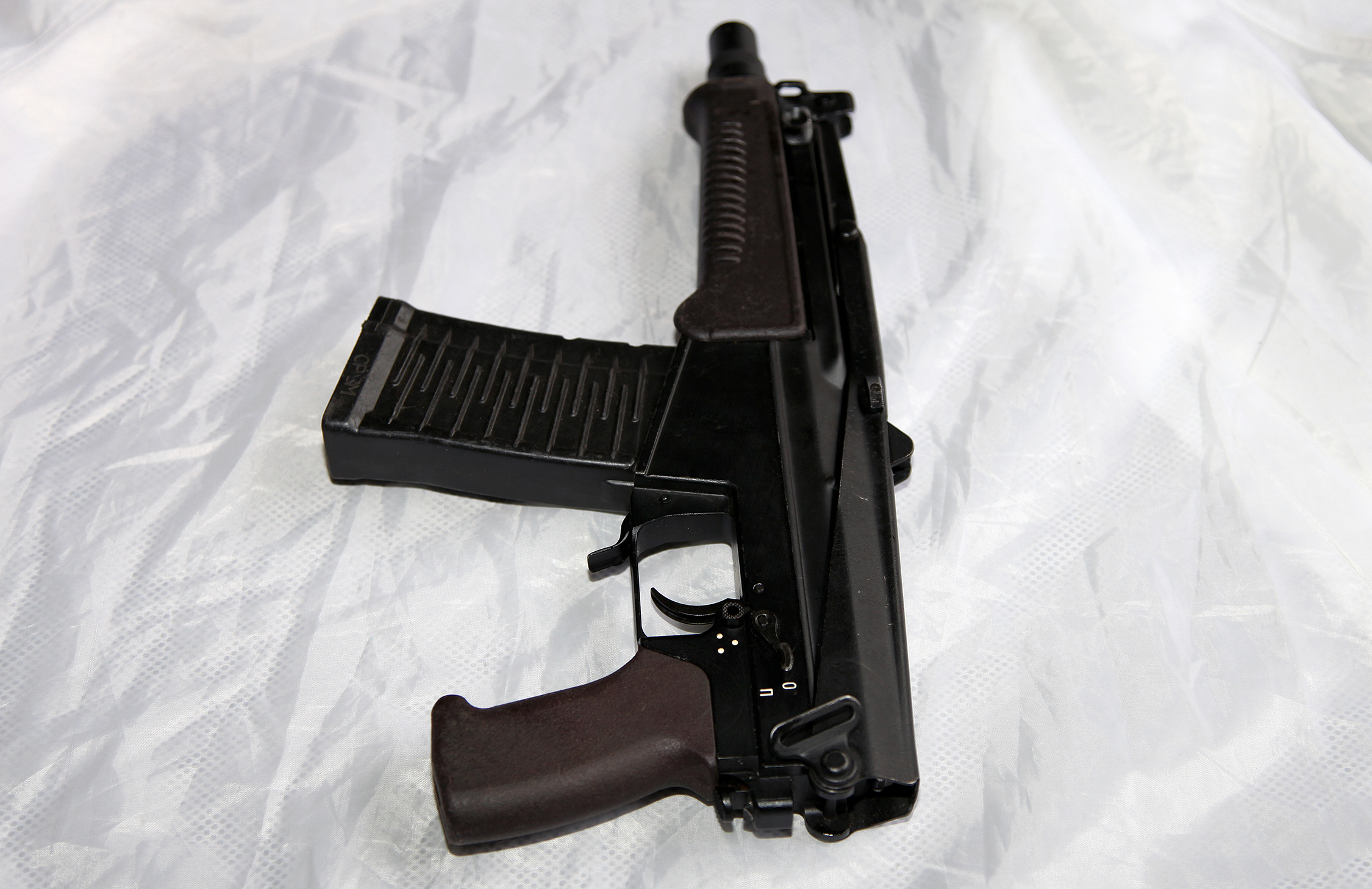
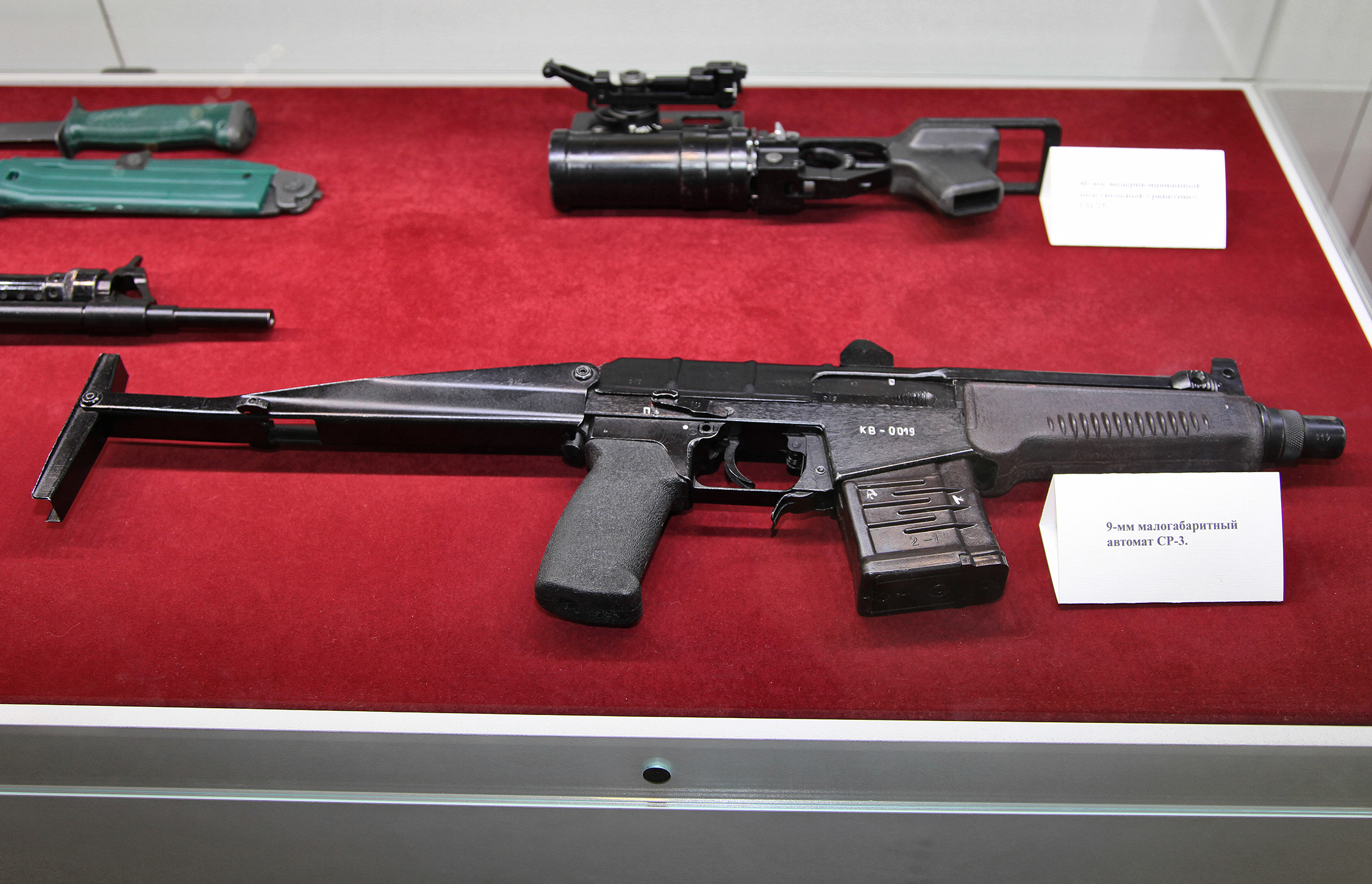
在圖拉國家武器博物館上展出的SR-3旋风突击步槍
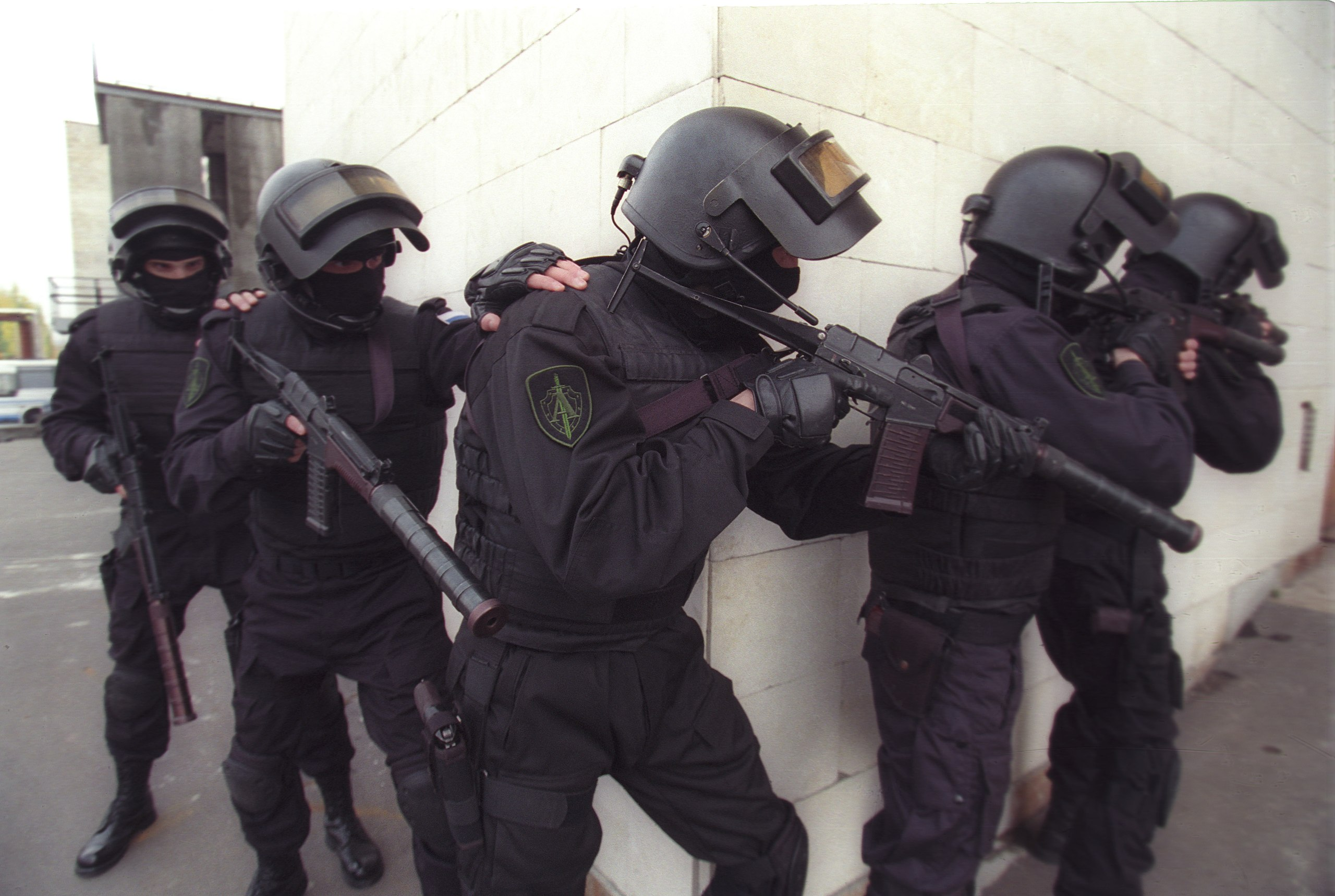
裝備SR-3 Vikhr的阿爾法小組隊員

### SR-3M

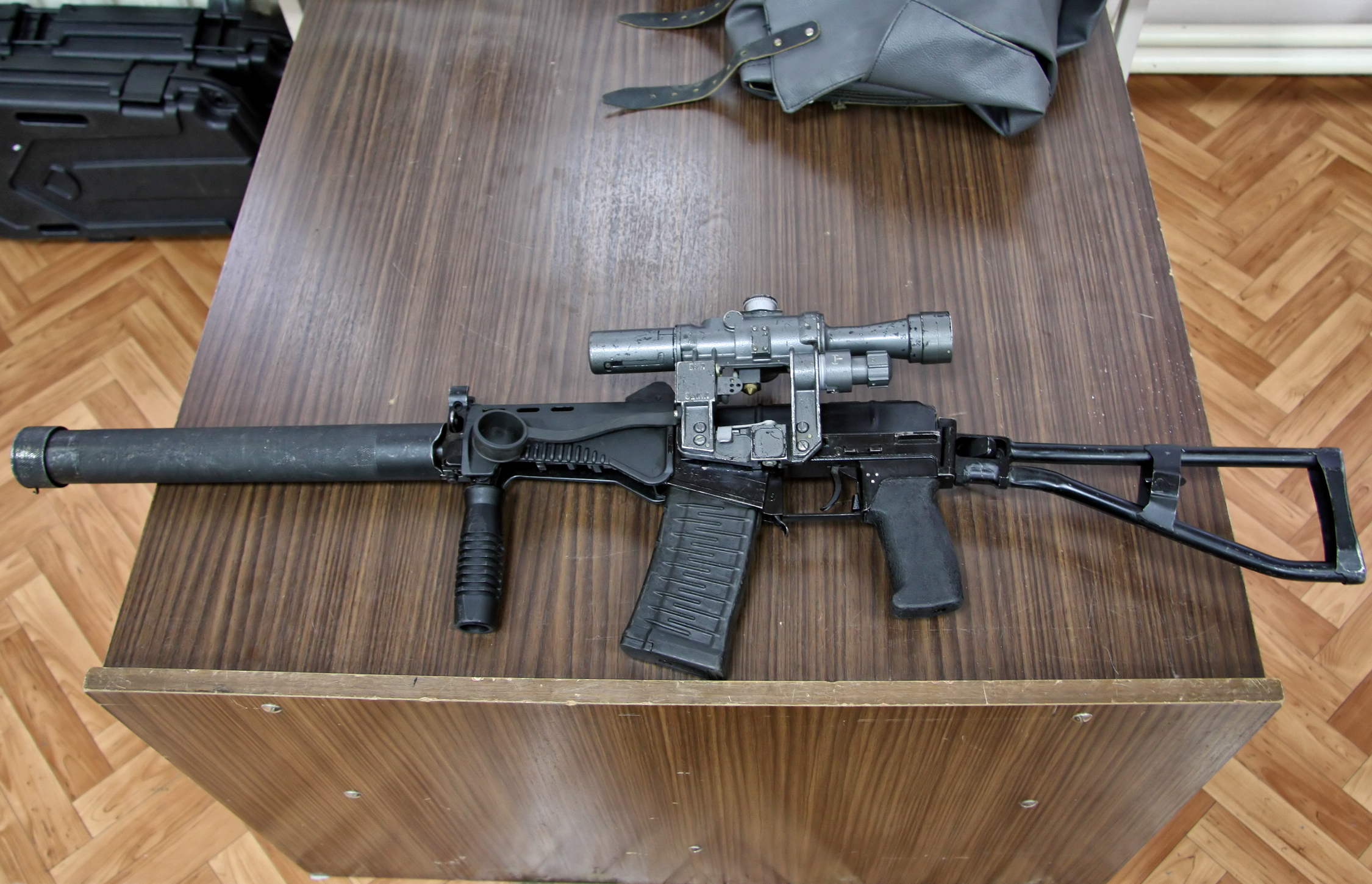
裝上PSO-1光学瞄准镜和消聲器的SR-3M突击步枪（左視圖）
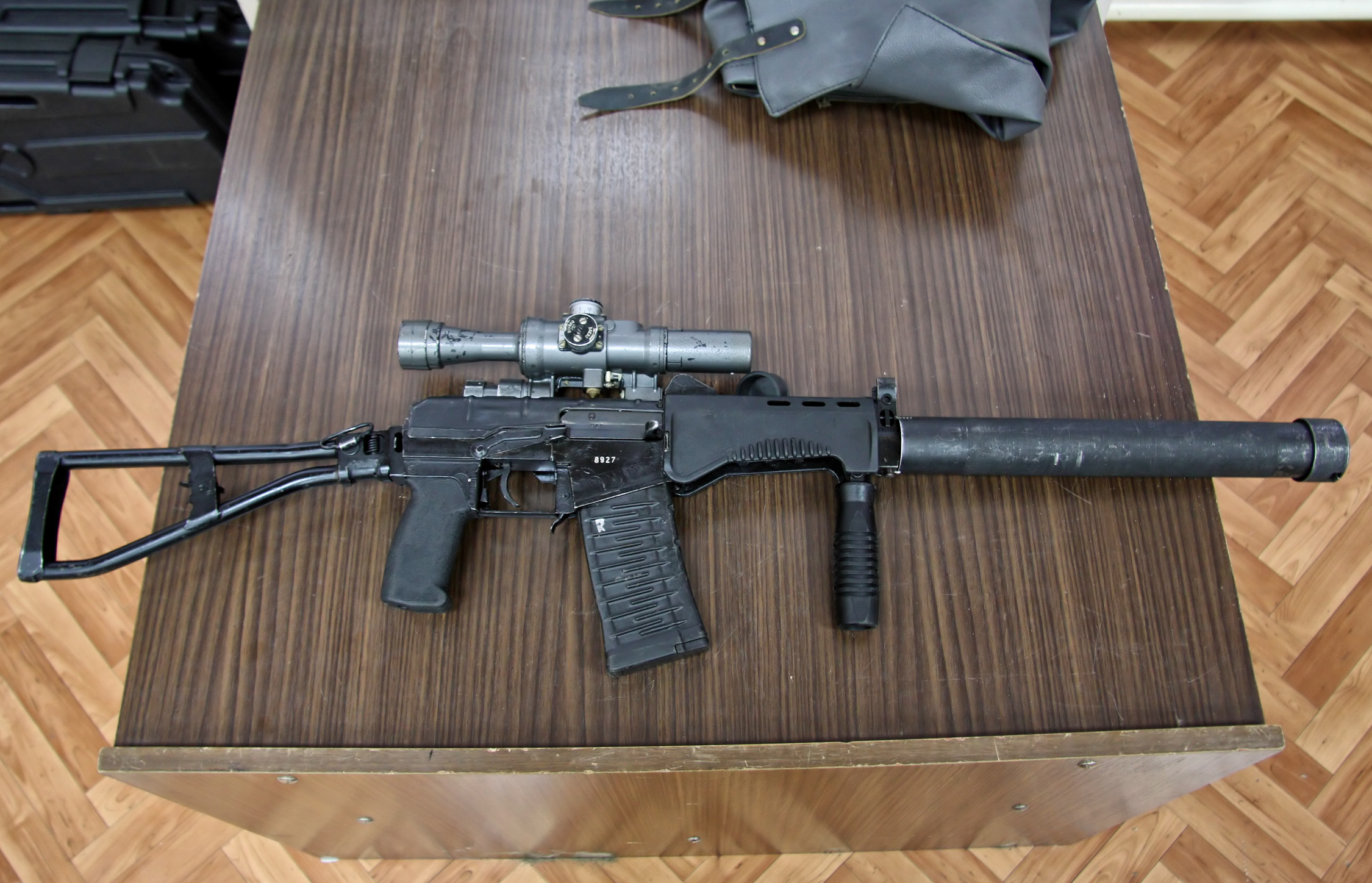
裝上PSO-1光学瞄准镜和消聲器的SR-3M突击步枪（右視圖）
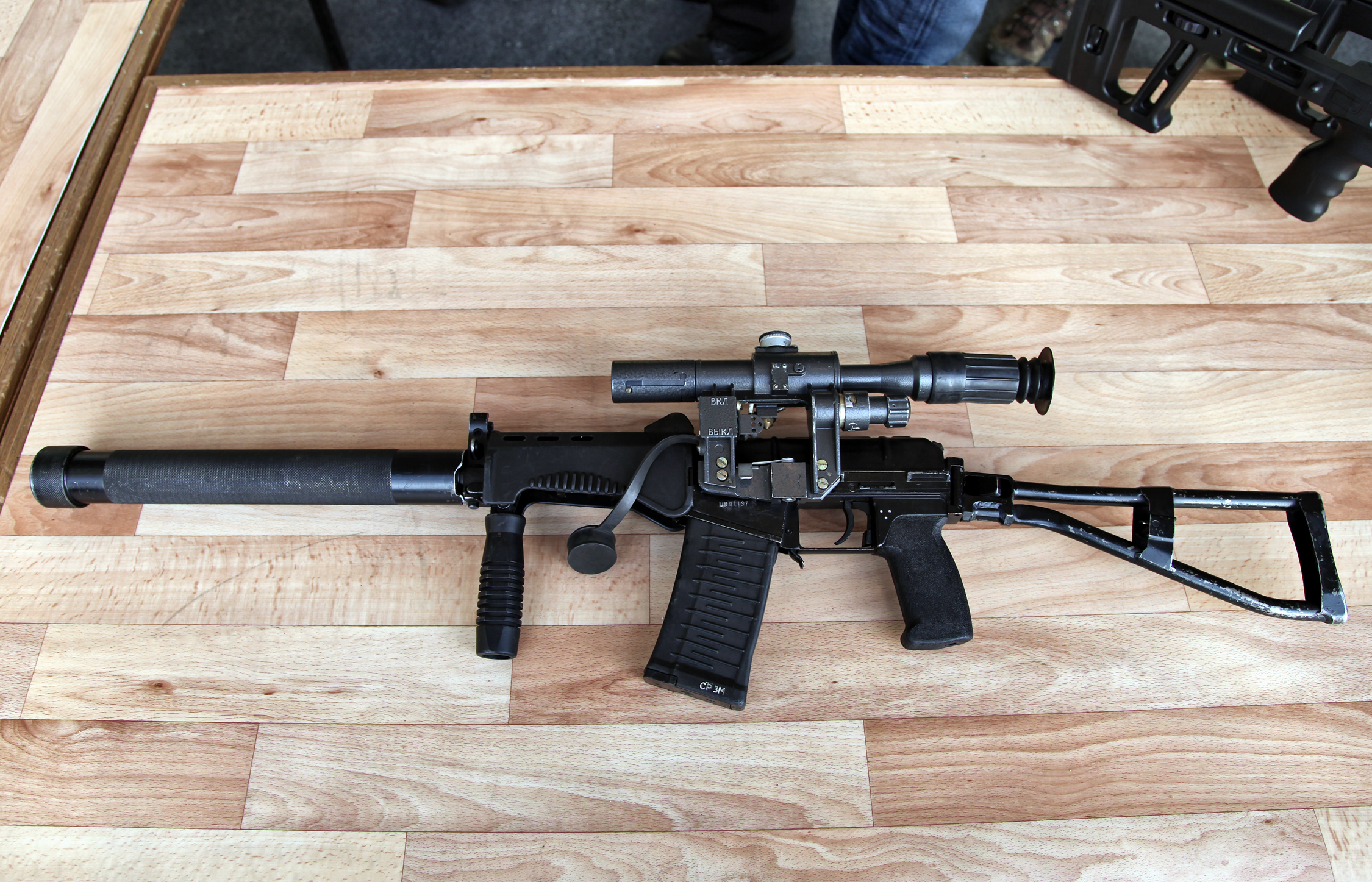
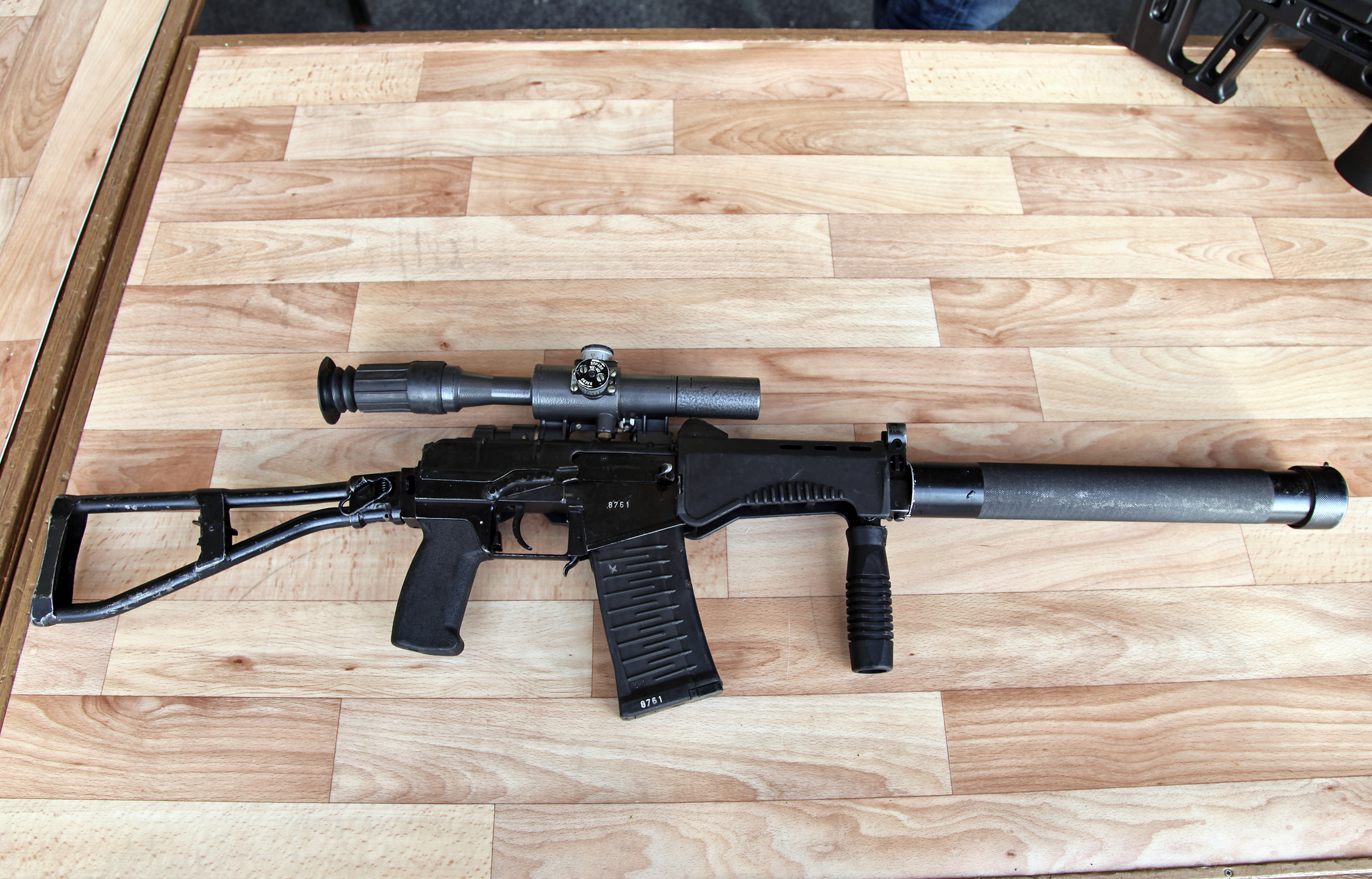
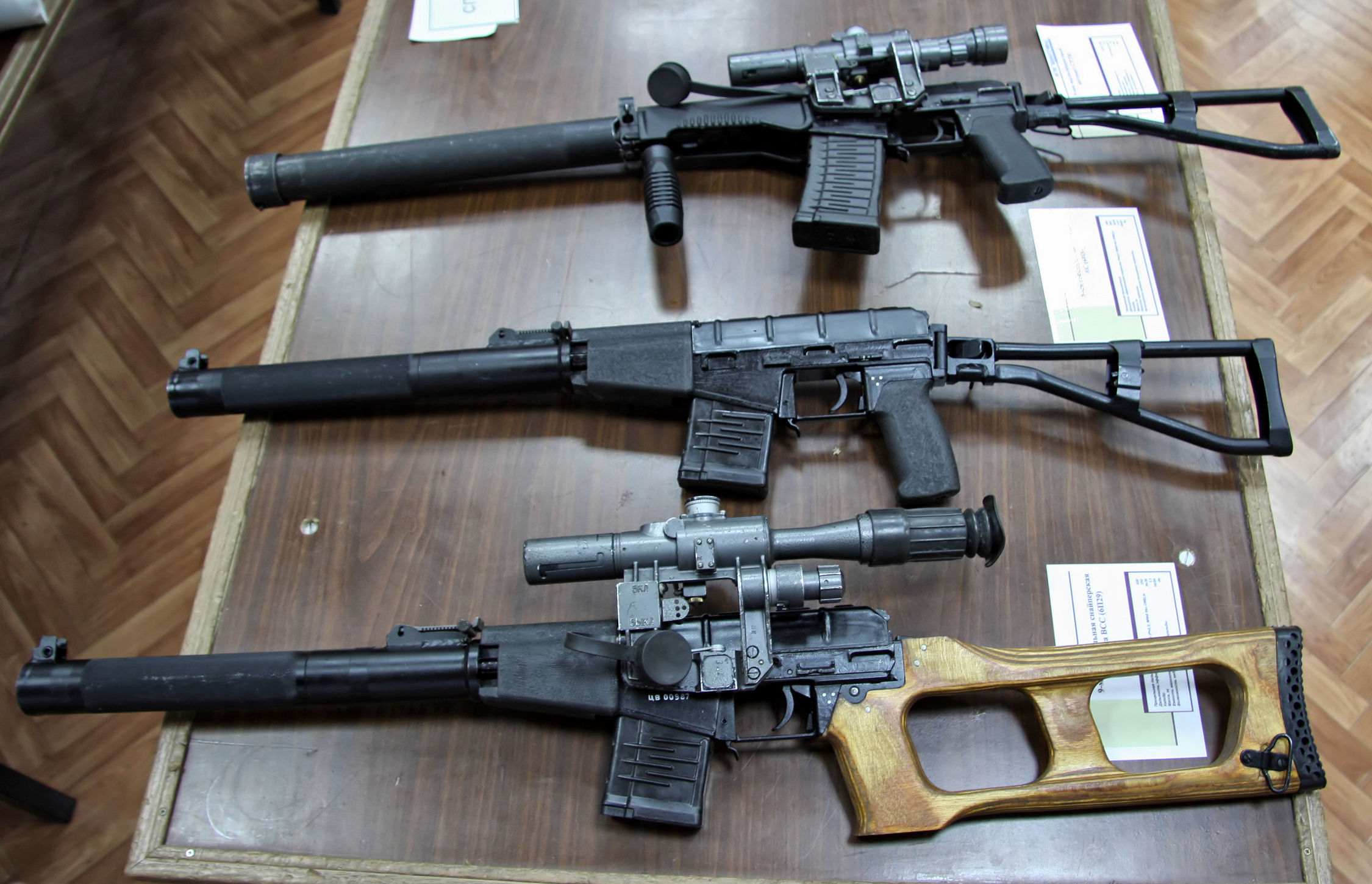
VSS Vintorez、AS Val和SR-3M的對比
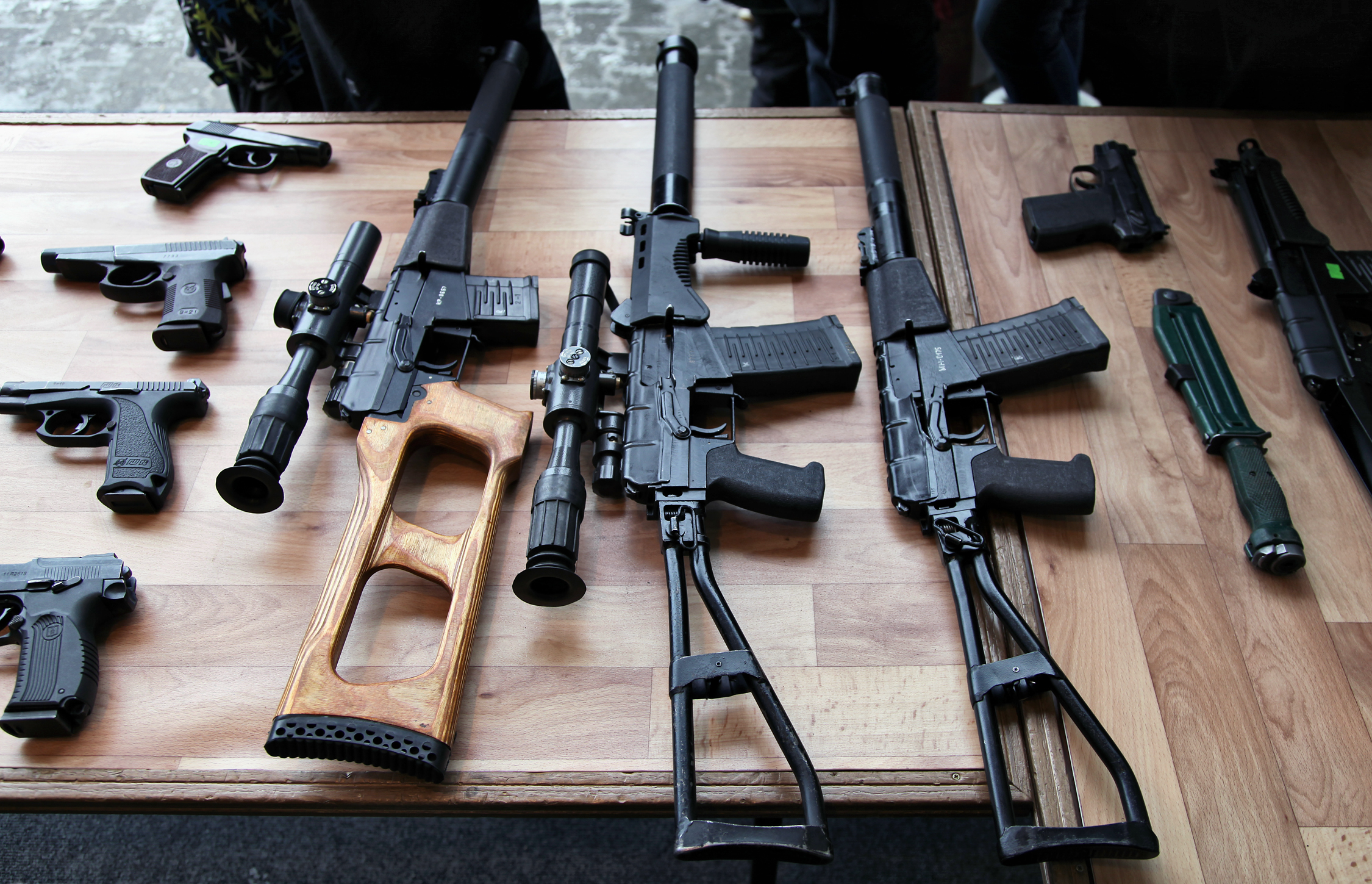

### SR-3MP

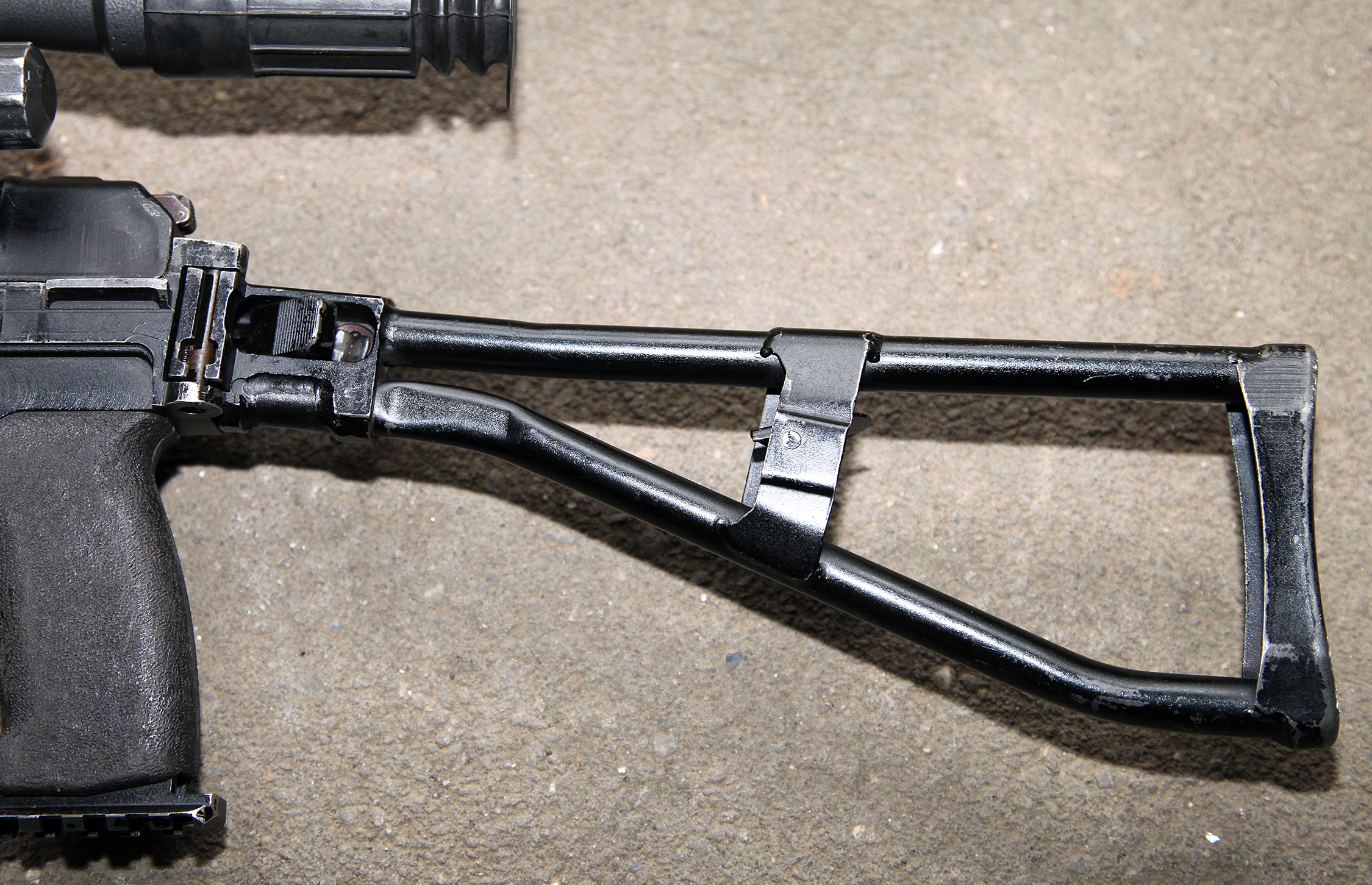
SR-3MP的槍托及連接處
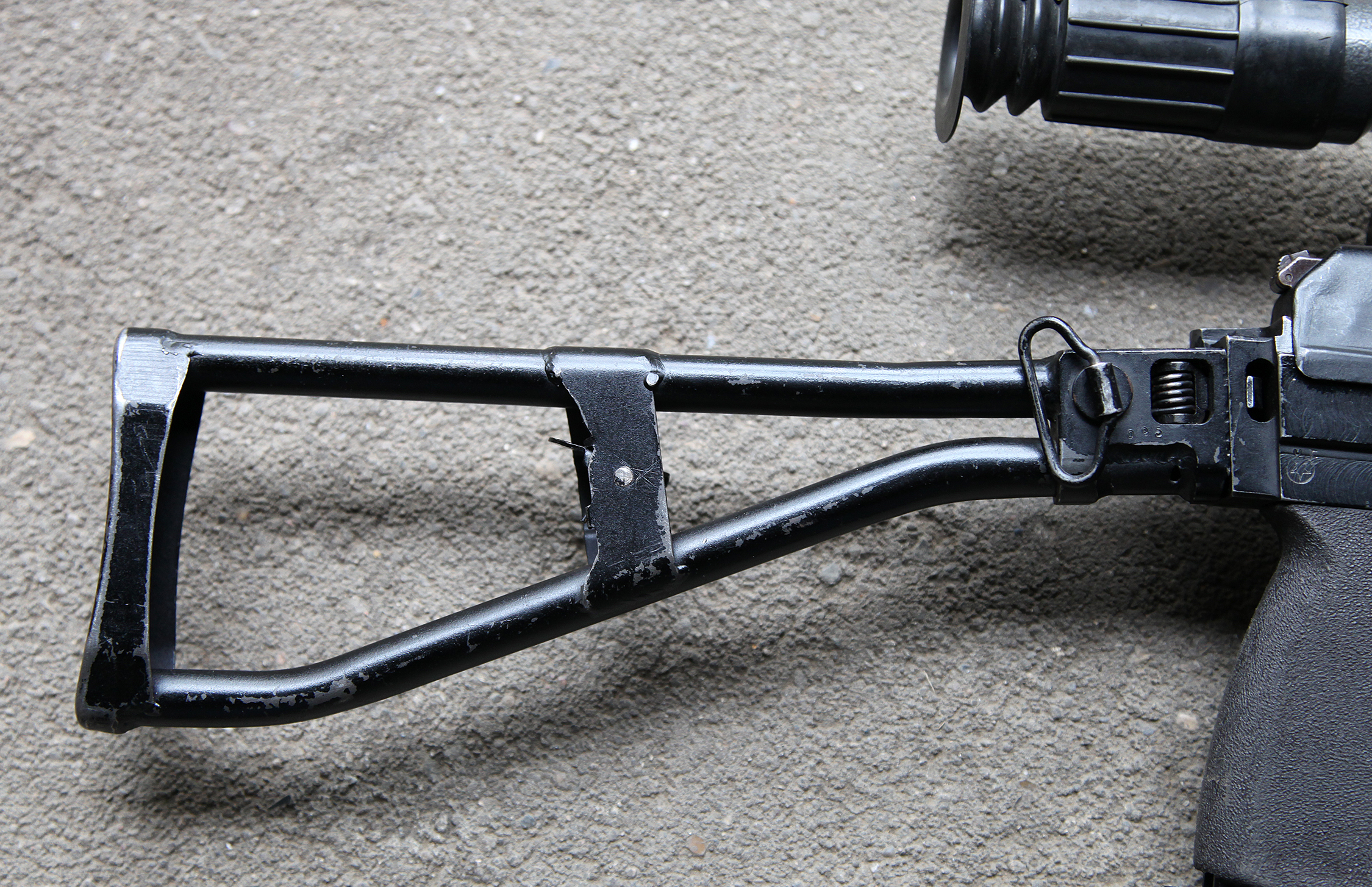
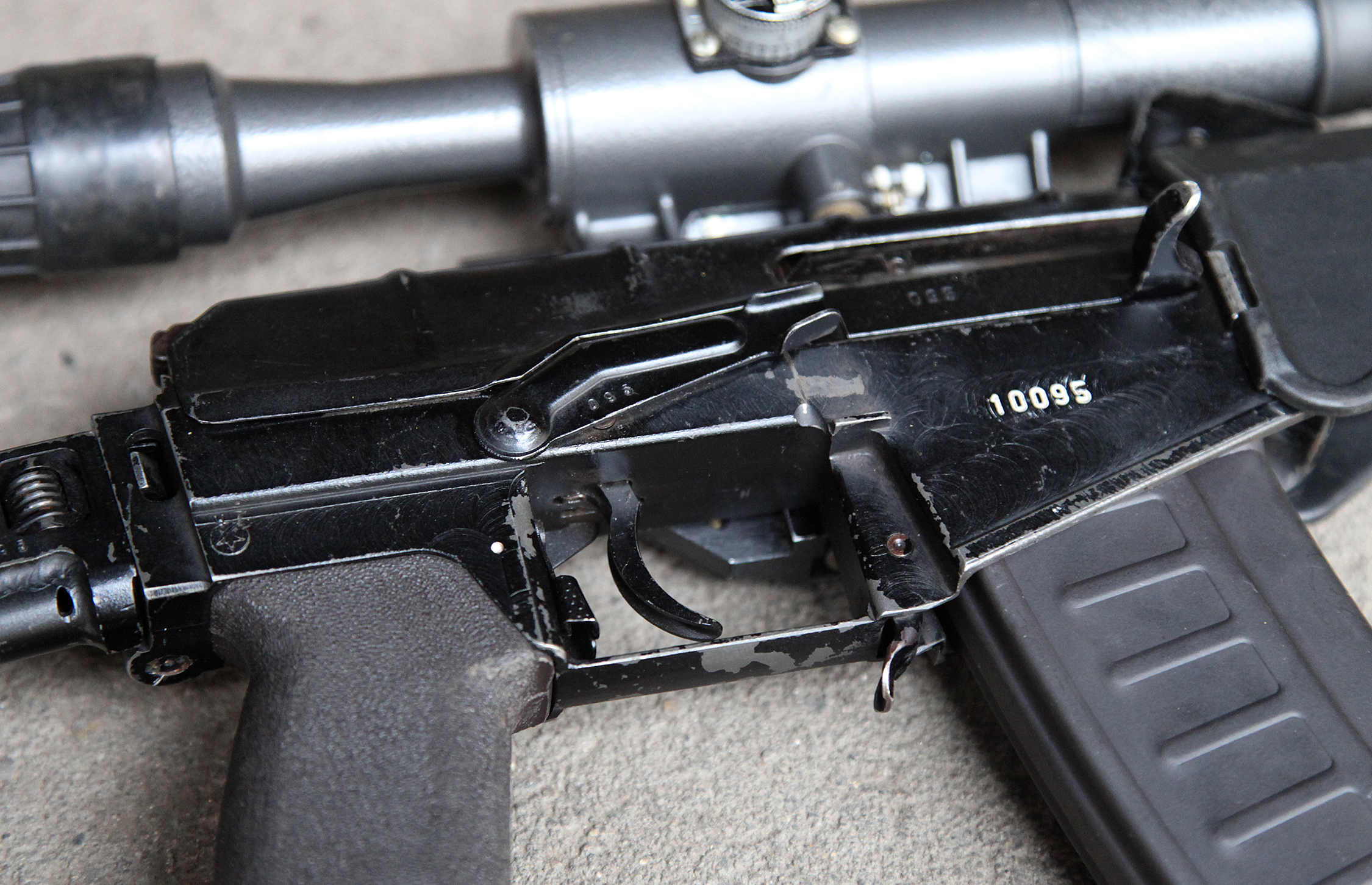
裝上瞄準鏡的SR-3MP的機匣右側，當中可見設置於“安全”位置後亦作為防塵蓋的一部份的快慢機選擇桿、拉機柄、手槍握把、扳機和彈匣插座及釋放撥片
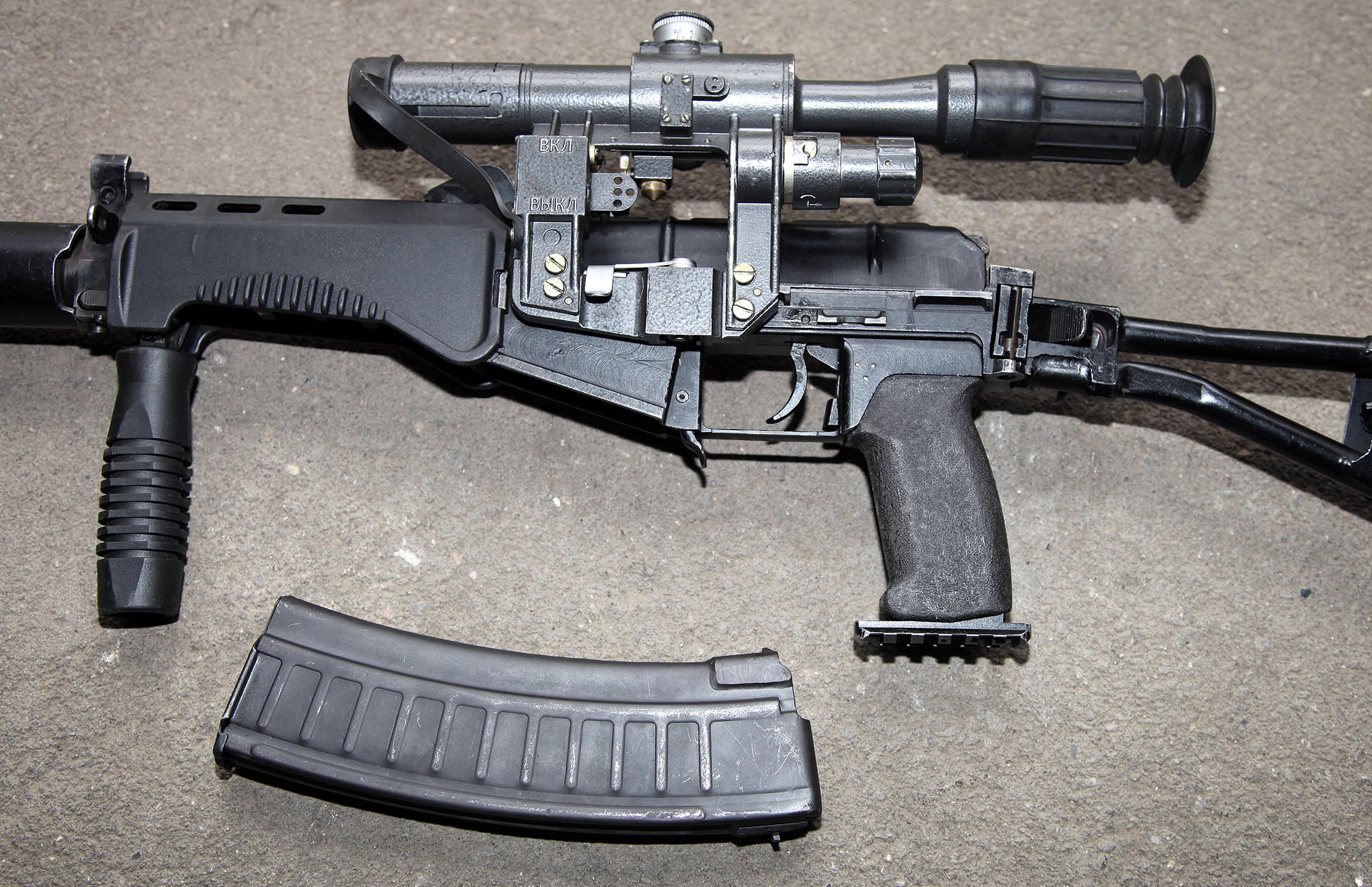
裝上瞄準鏡和消聲器的SR-3MP的機匣左側，瞄準鏡藉由俄式瞄準鏡導軌裝上
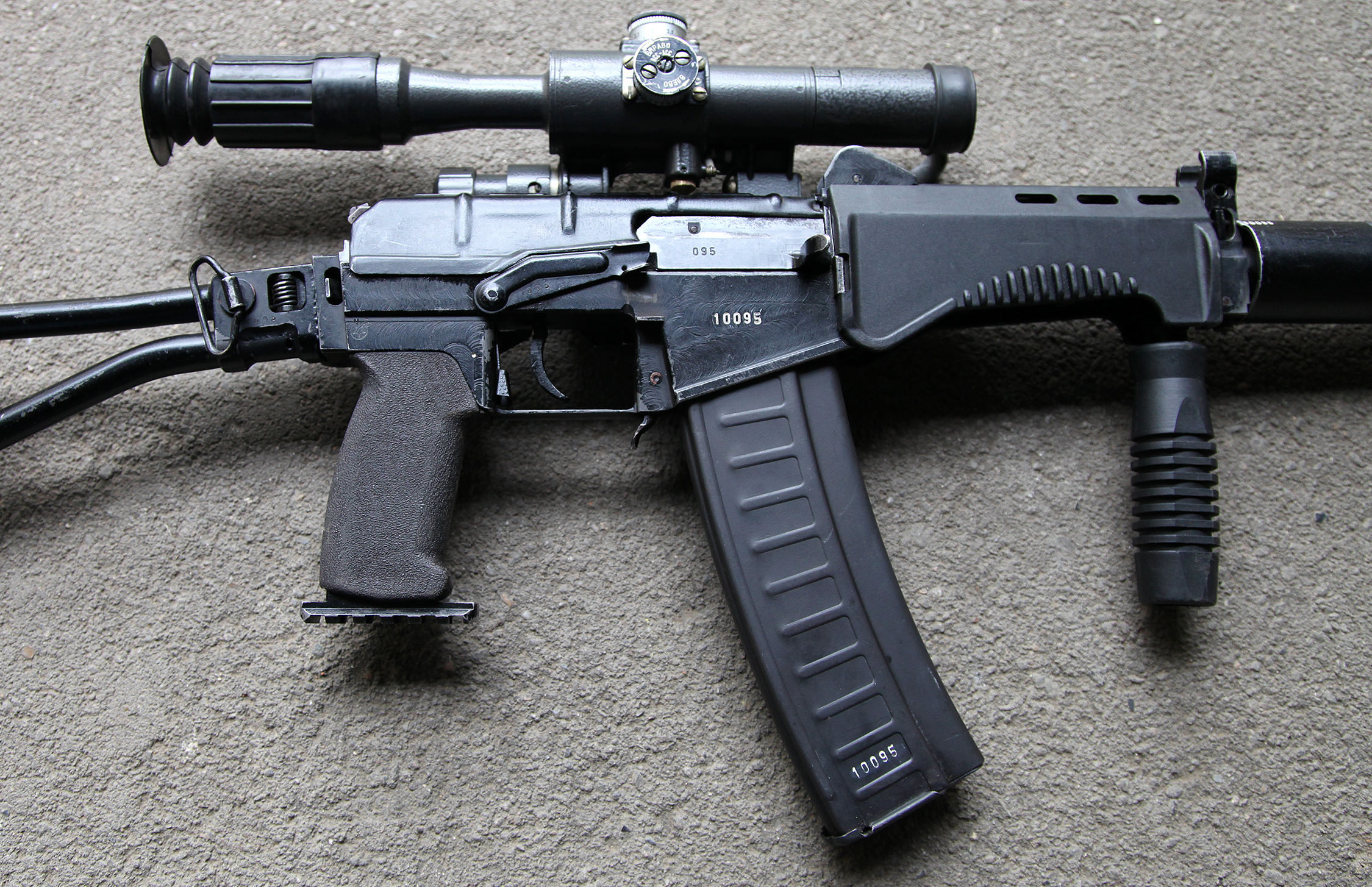
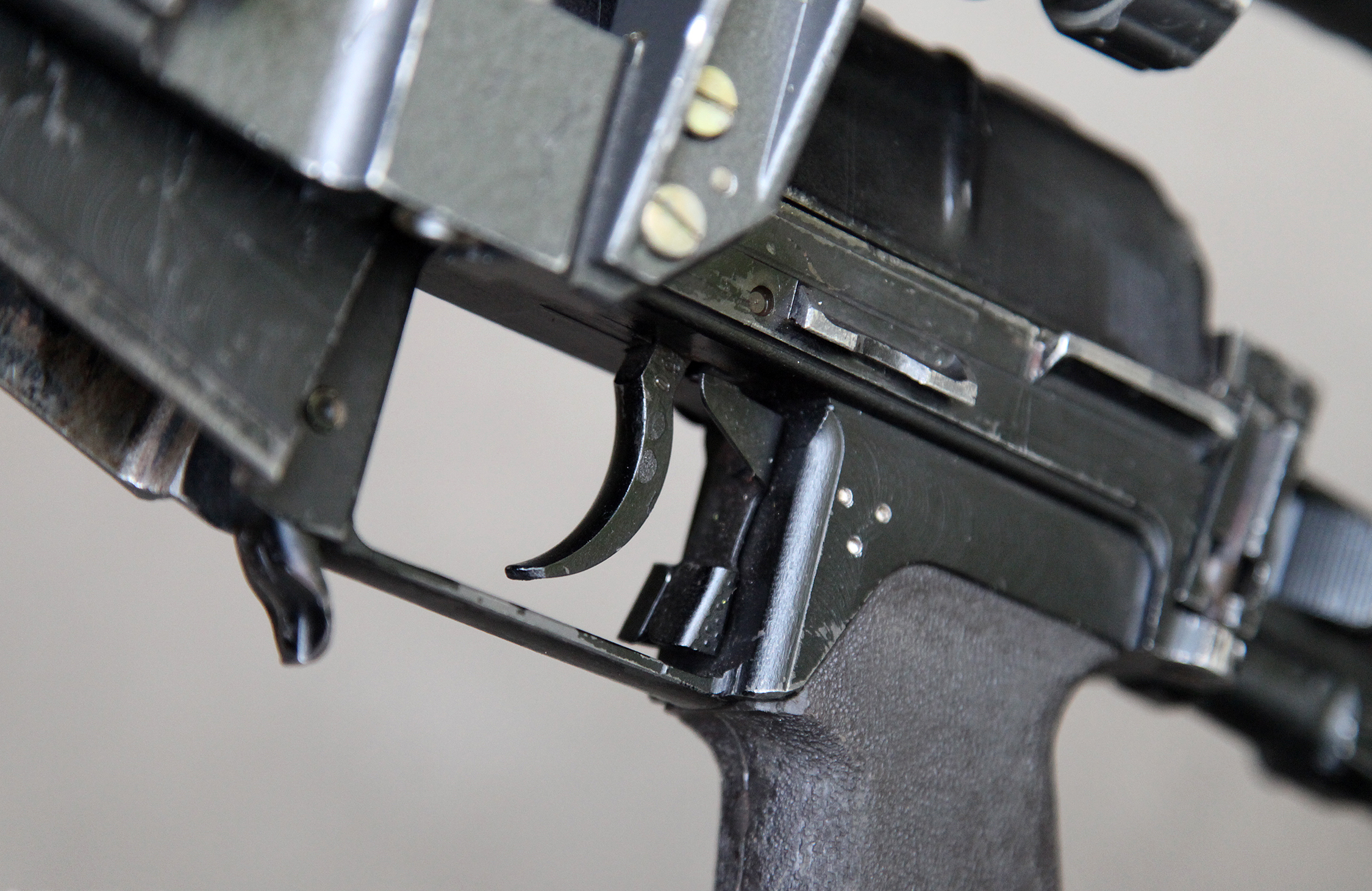
SR-3MP扳機後部的模式選擇器
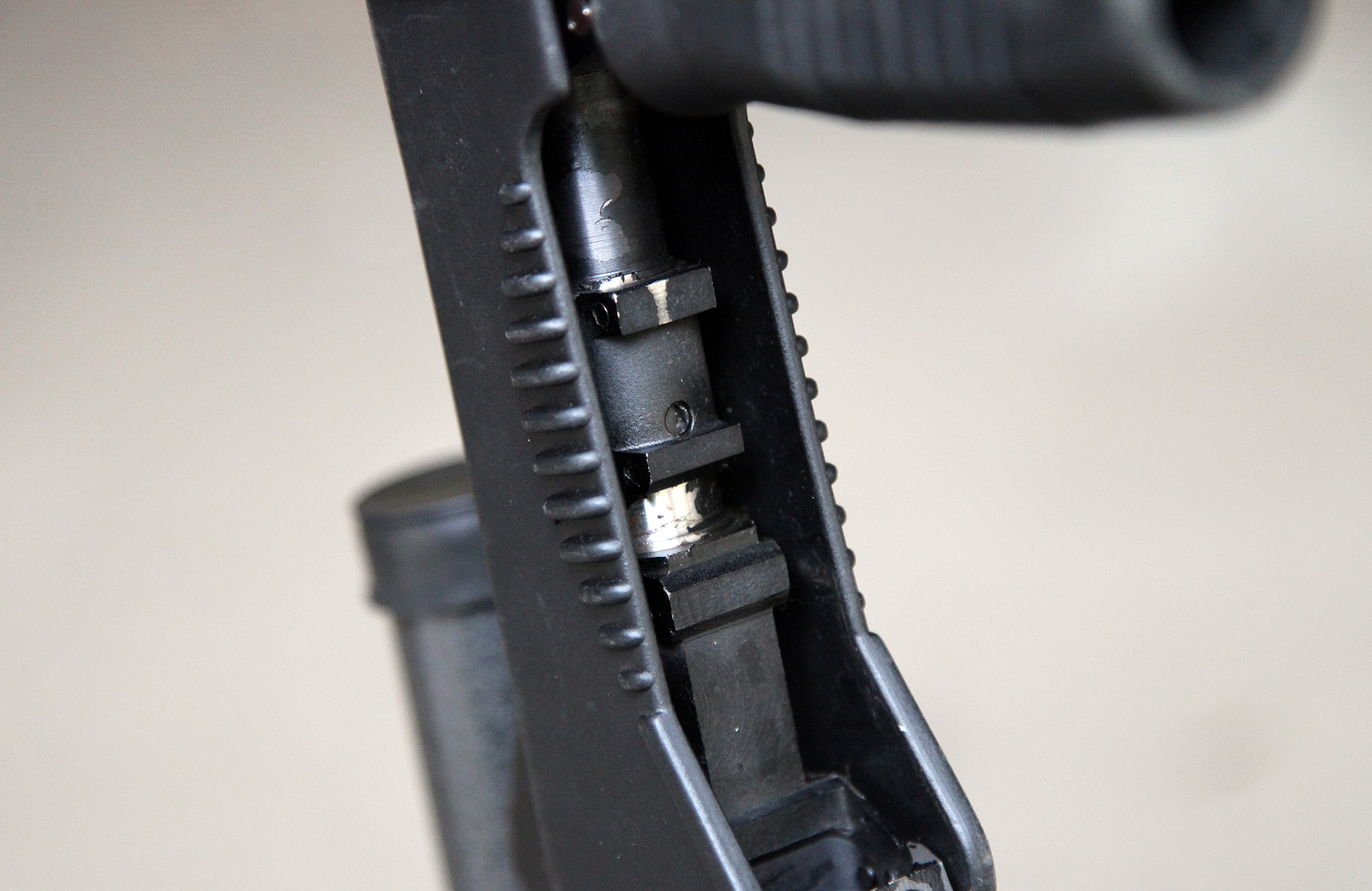
前握把折疊前的護木底部前握把收納處
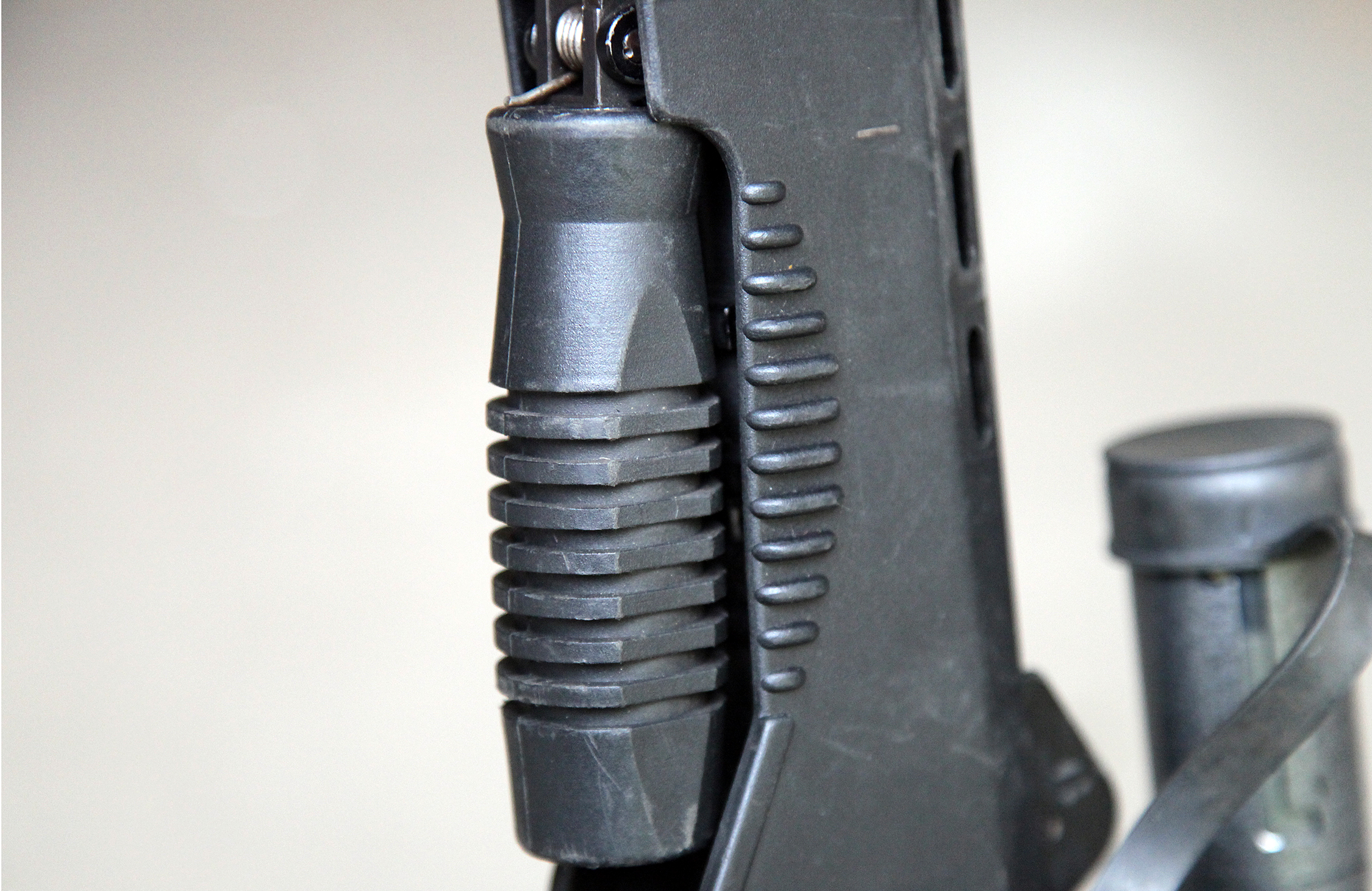
前握把折疊以後，當中可見其彈簧固定式結構
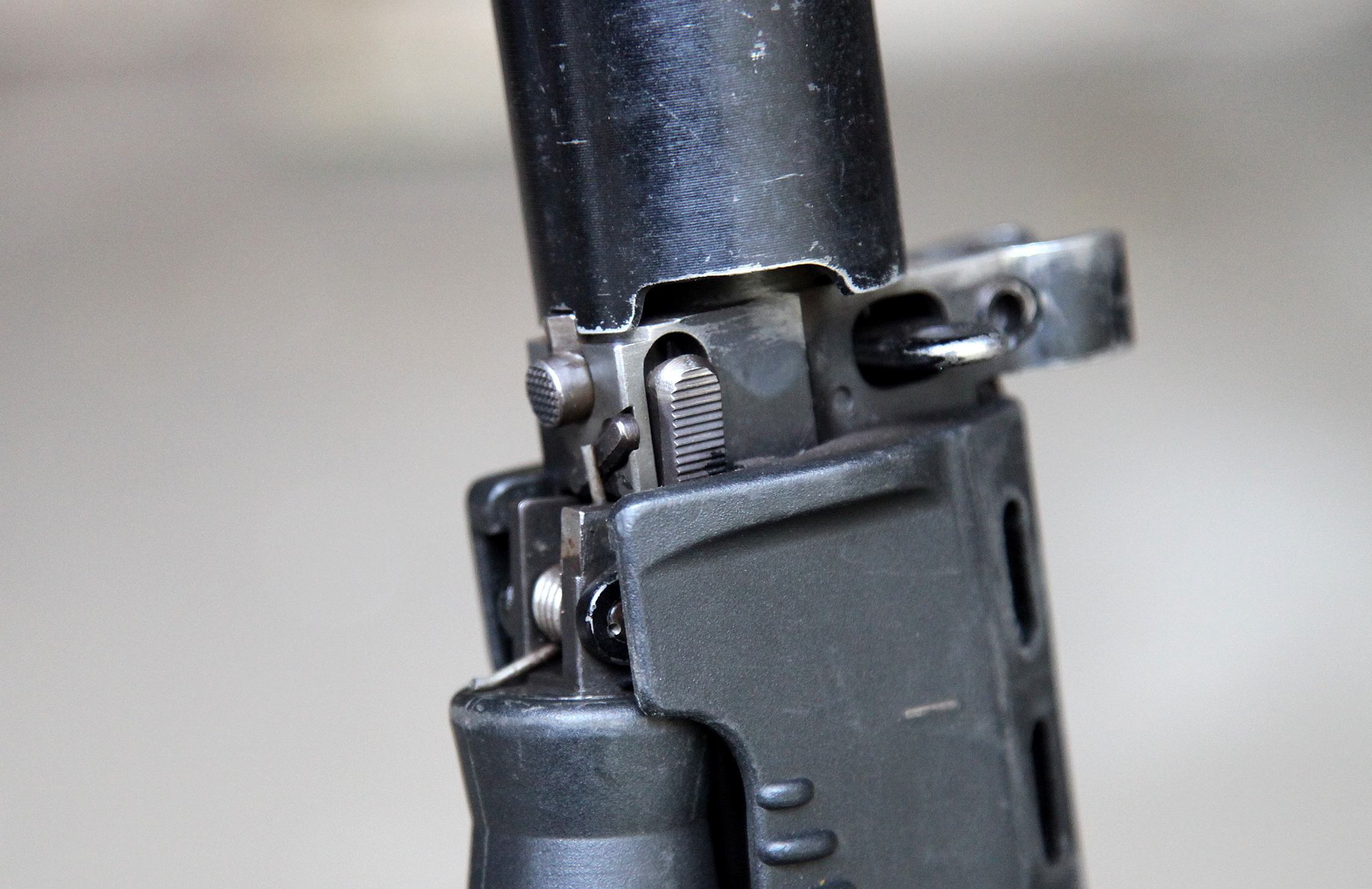
消聲器拆卸按鈕和前握把展開按鈕
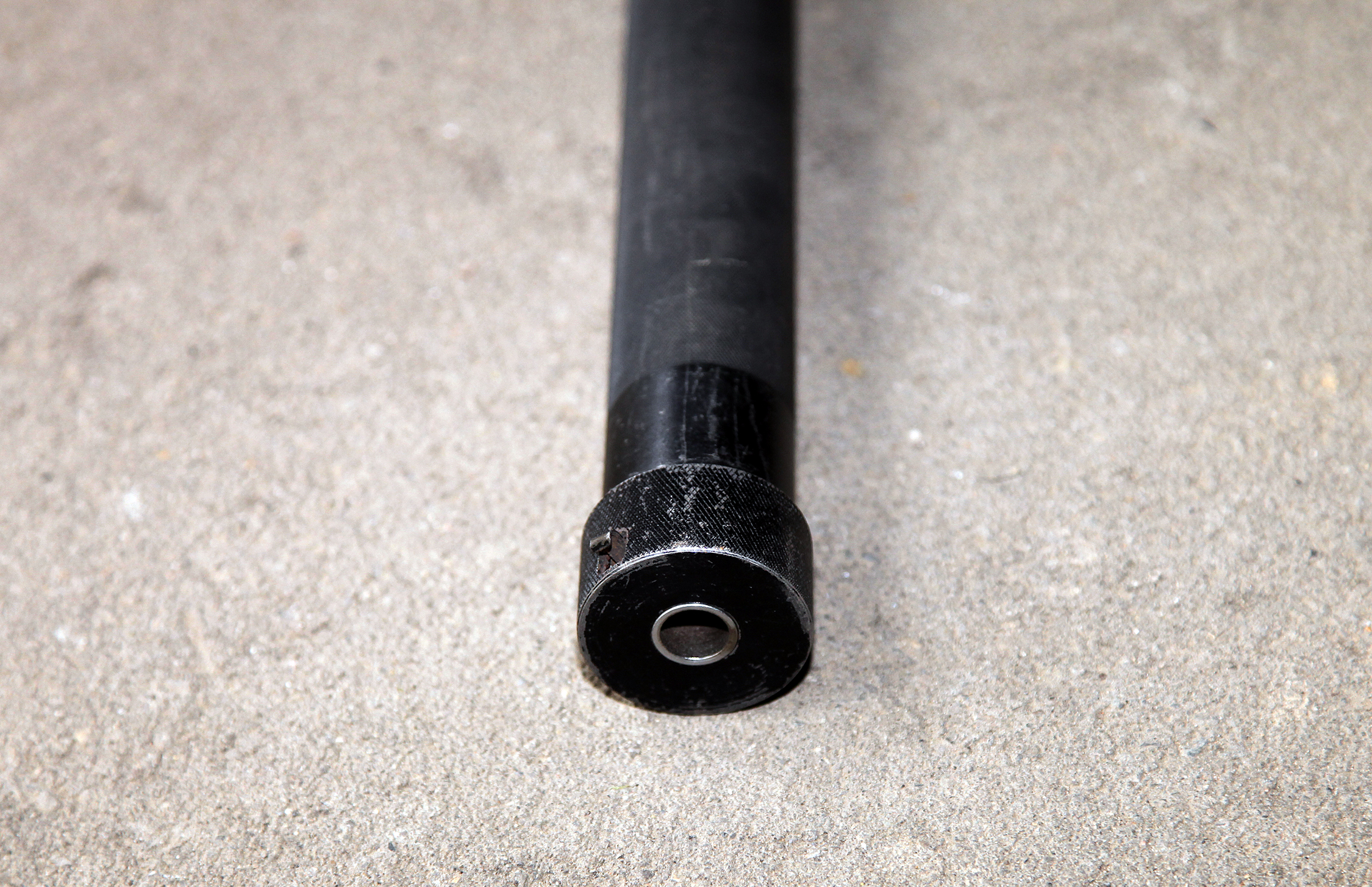
消聲器前部
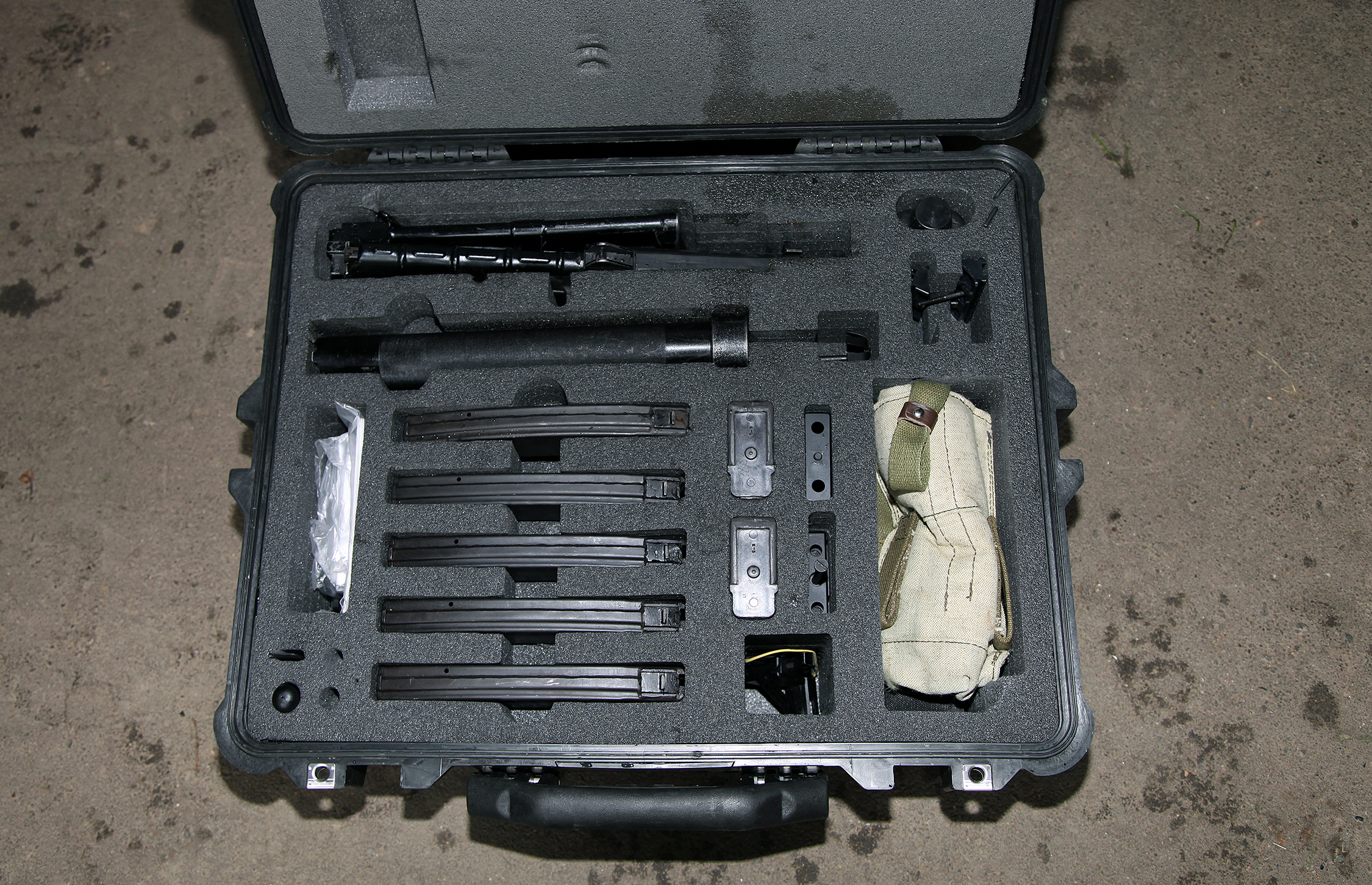
附件盒內的SR-3MP突击步枪附件
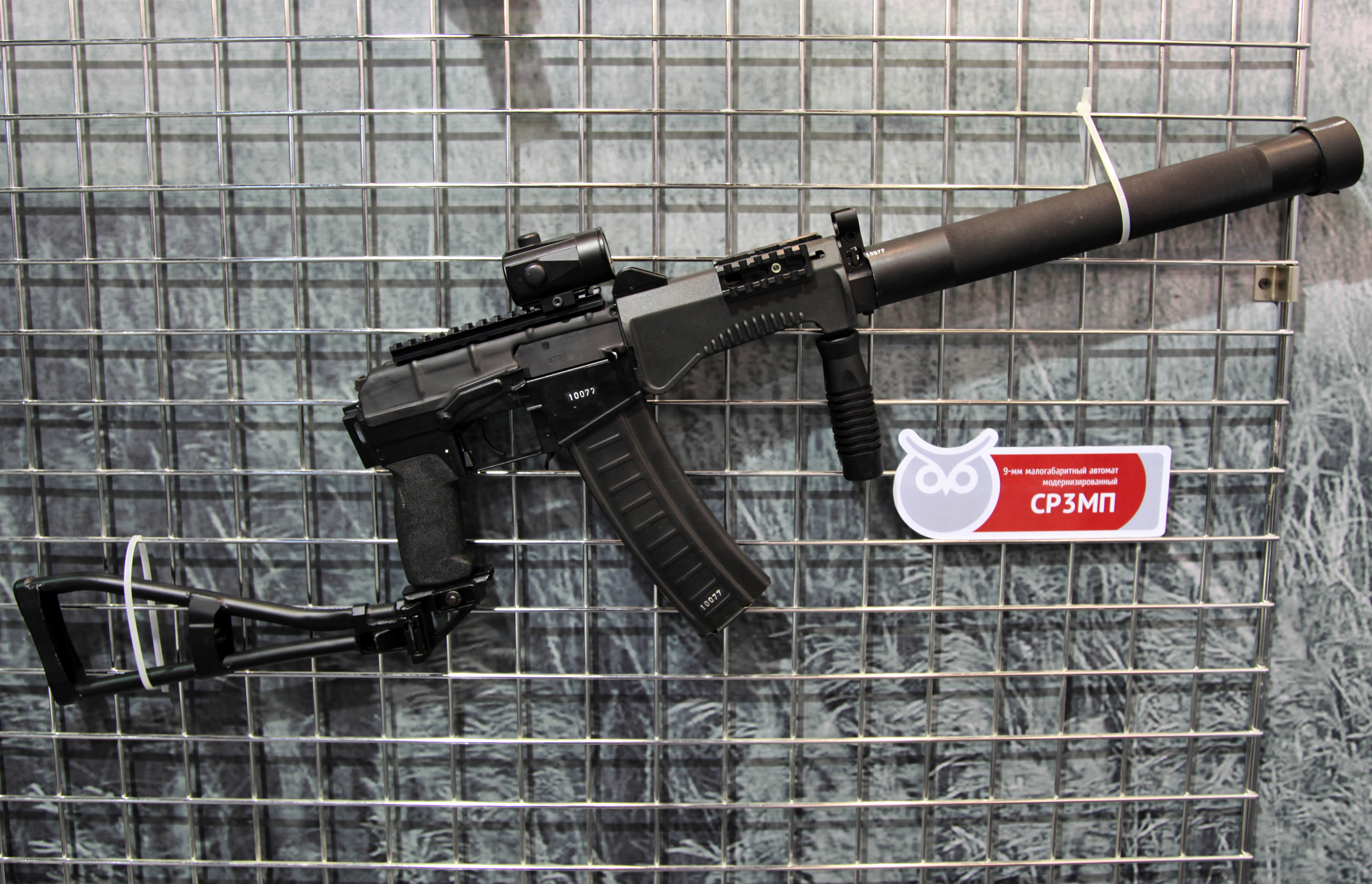
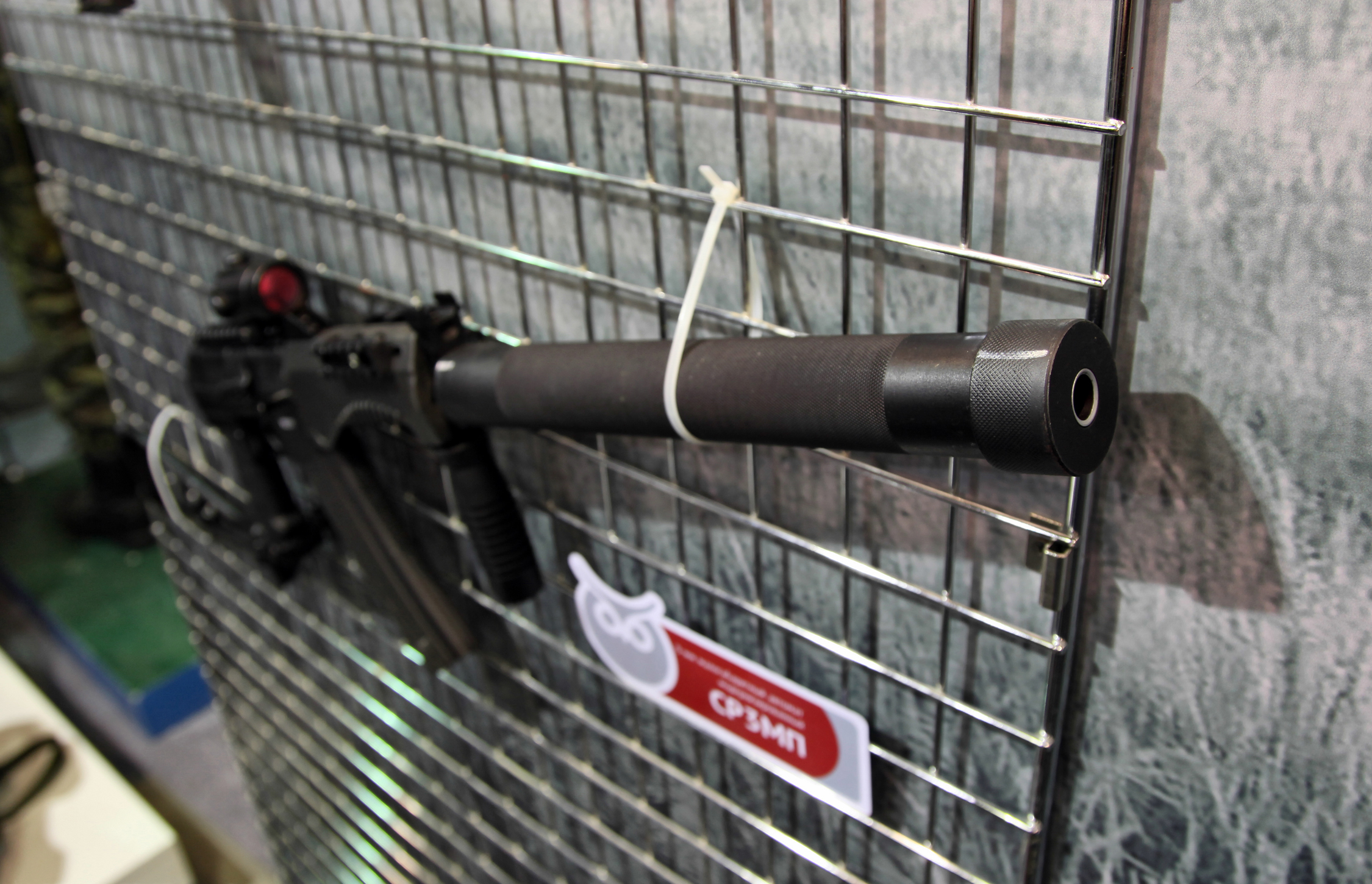
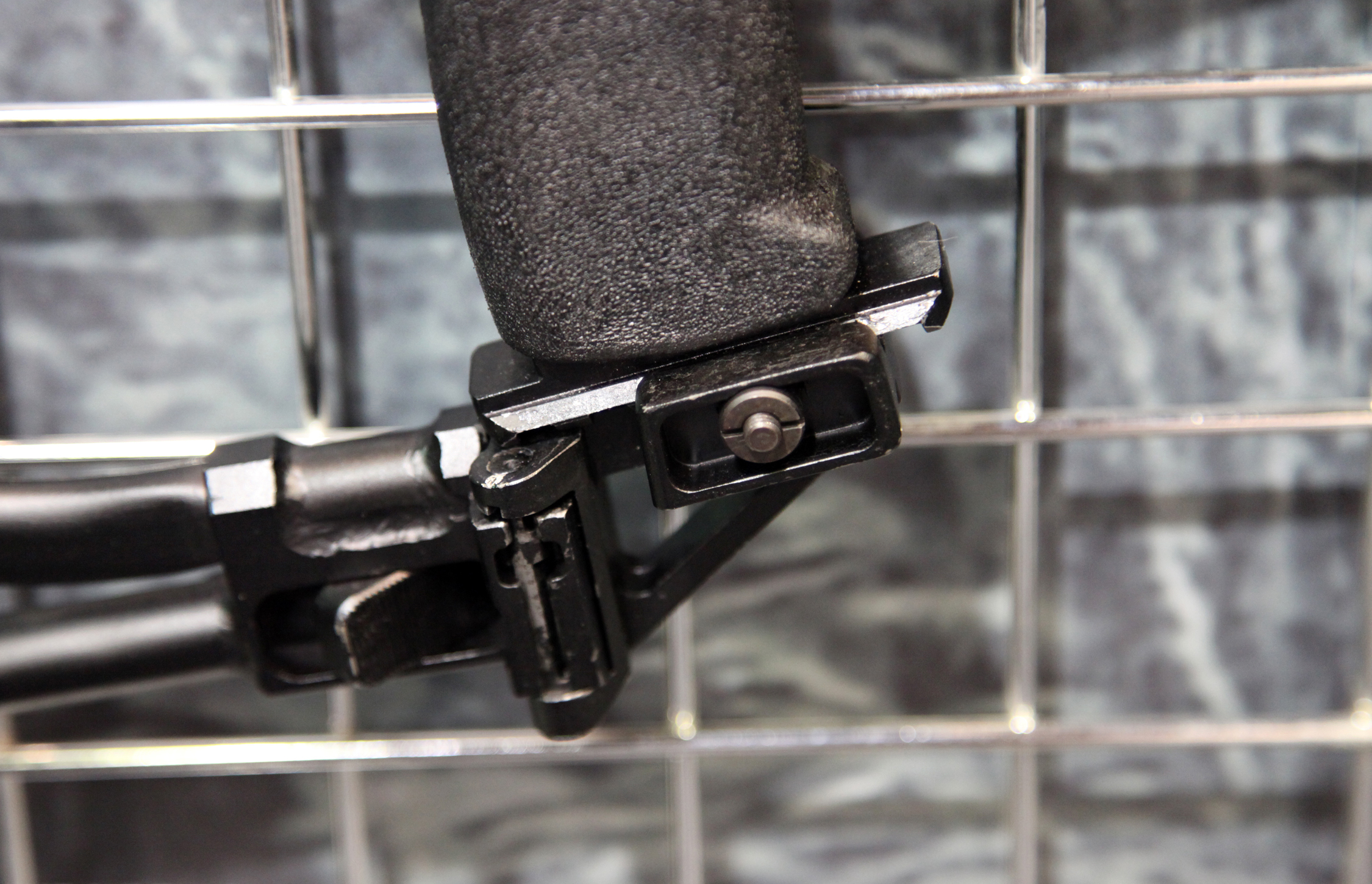
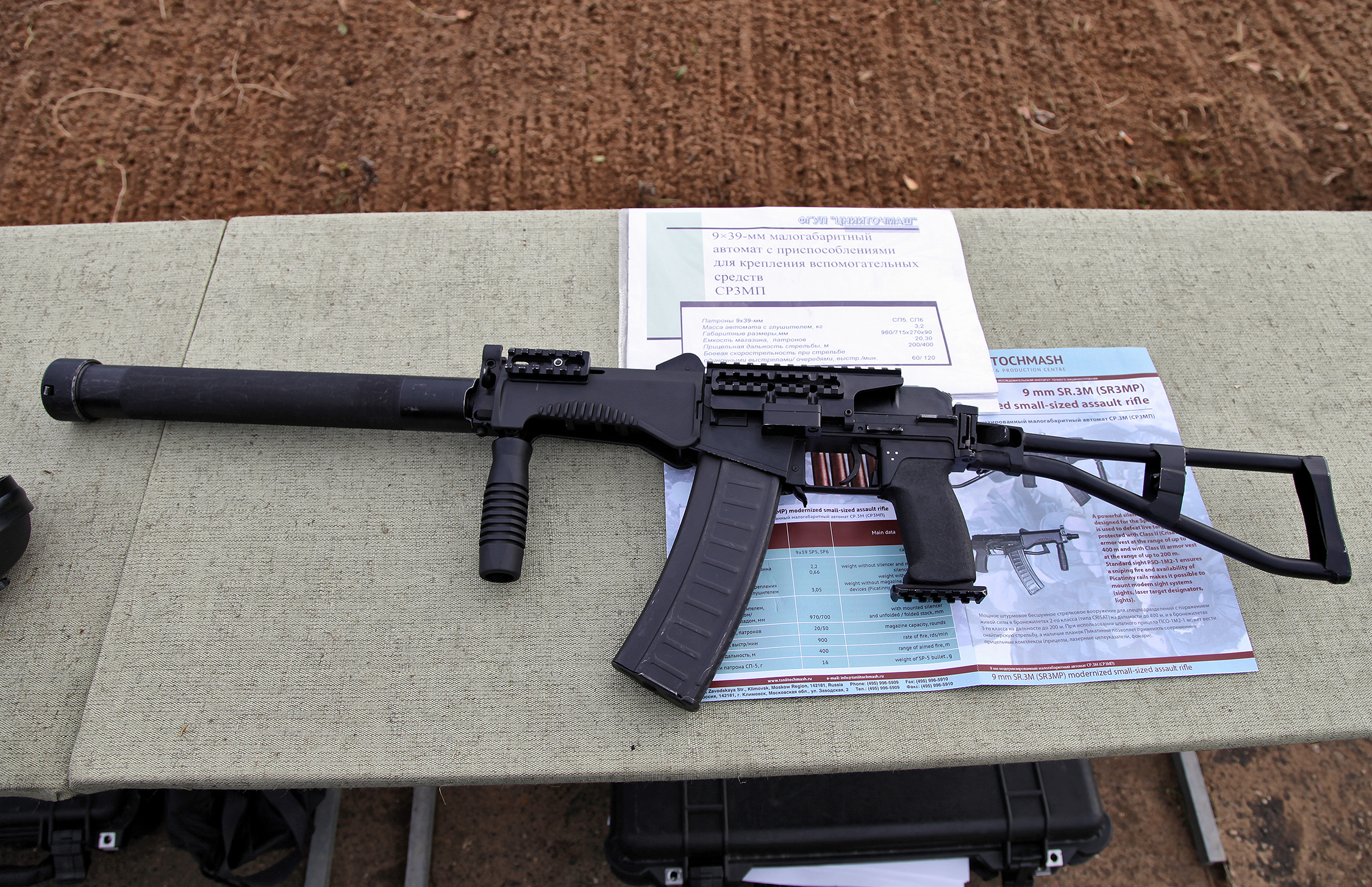
2013年俄羅斯國際軍警安防設備展（Interpolitex 2013）上的SR-3MP突击步枪展出槍
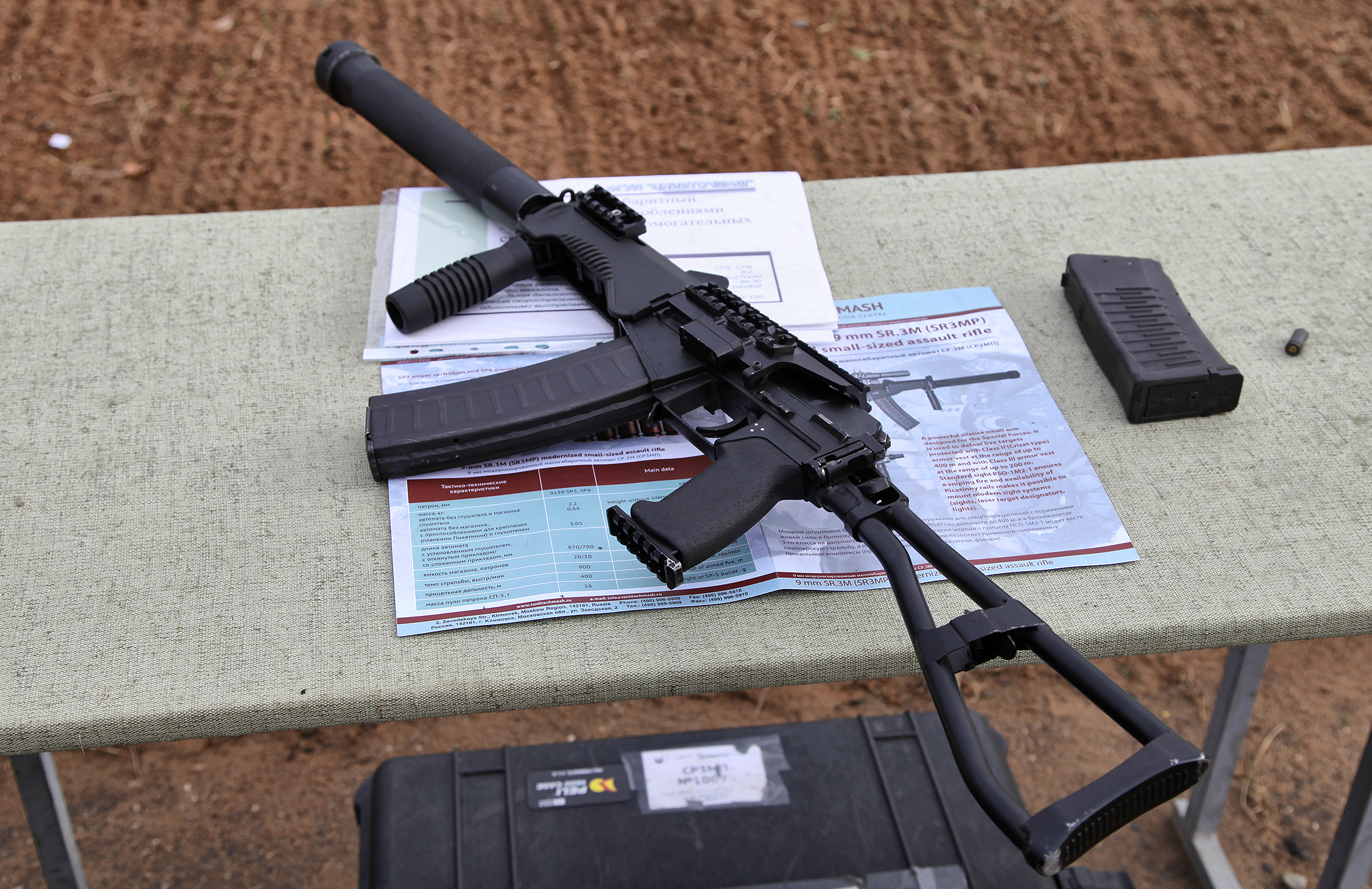
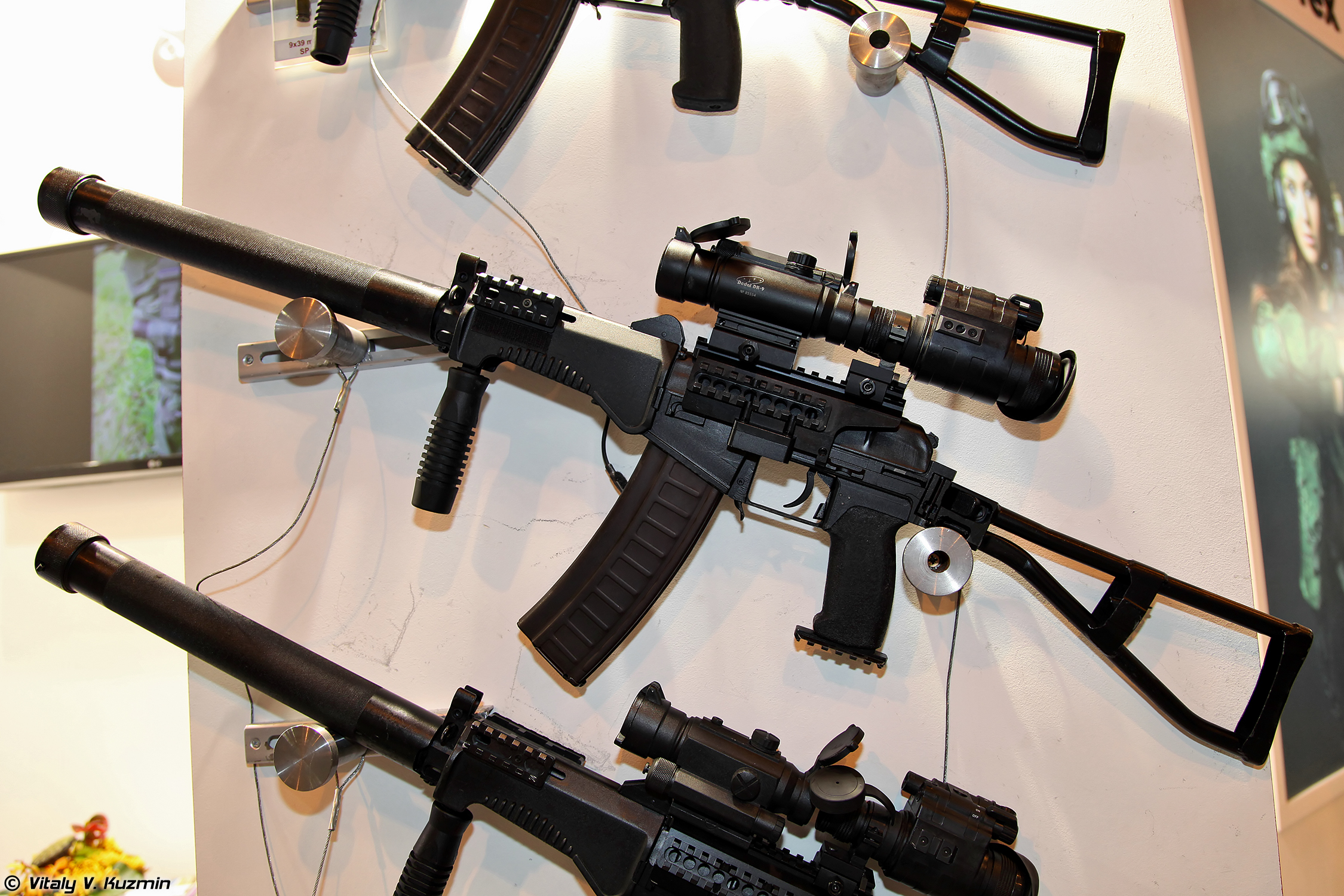
工程技術2014年國際論壇展覽上展出的SR-3MP突击步枪
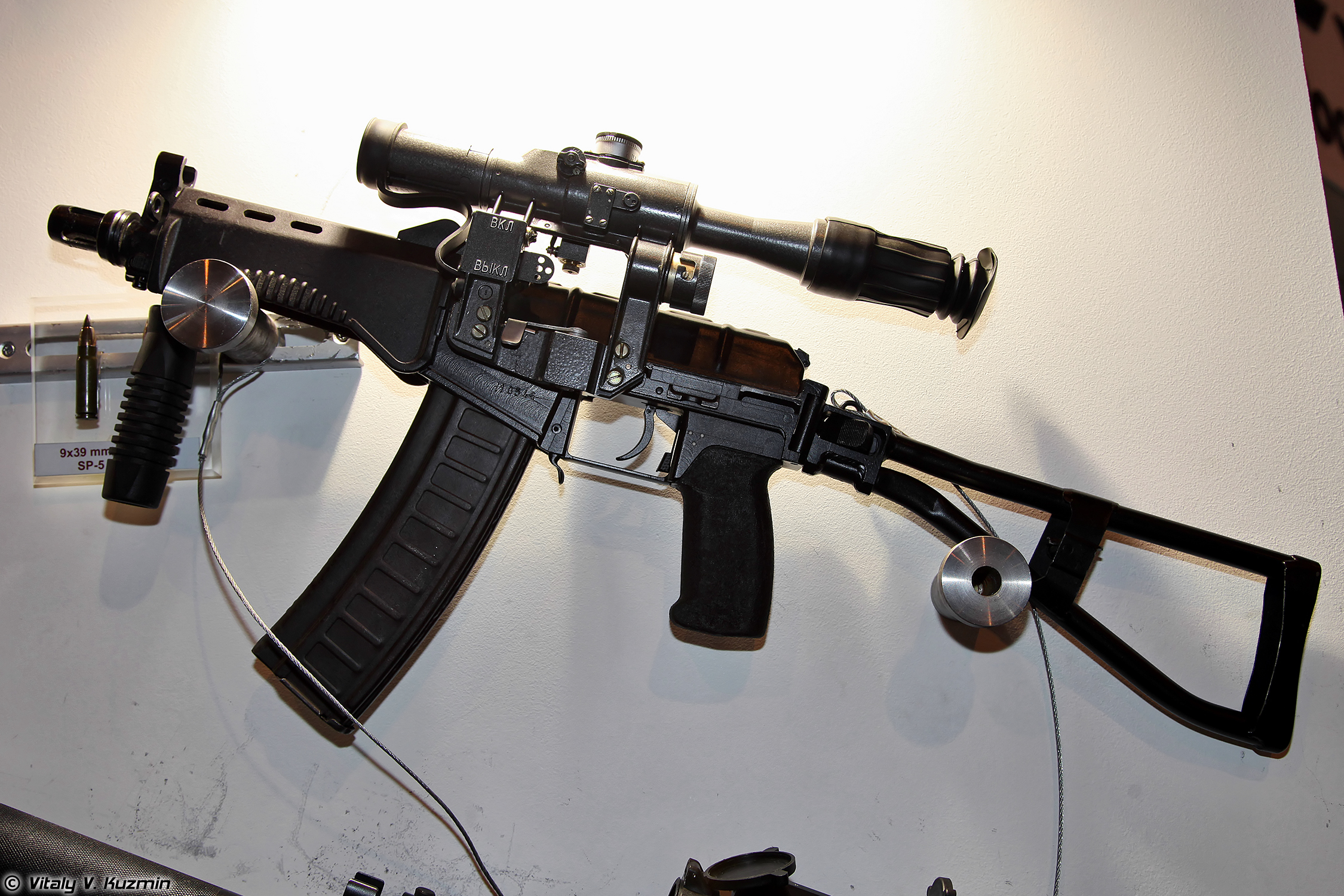

## 資料來源
1. ↑  .   [2012-03-04]. （原始内容存档于2009-07-26）.
2. ↑  .   [2012-07-19]. （原始内容存档于2012-07-20）.
3. ↑  .   [2013-04-22]. （原始内容存档于2013-04-25）.

## 外部連結
- （英文）—TsNIITochMash Official site－9-mm SR3(VIKHR) SMALL-SIZED SUB-MACHINE GUN
- （英文）—Modern Firearms—SR-3 / SR-3M "Vikhr" compact assault rifle
- （英文）—The Firearm Blog.com—
  - New Russian SR 3 MP “Vikhr” Submachine Gun（页面存档备份，存于）
  - Kalashnikov Concern, Tula, TsNIITochMash at IDEX（页面存档备份，存于）
- （英文）—Military, Security and Civilian Guns and Equipment—SR-3 Vikhr (Whirlwind)（页面存档备份，存于）
- （英文）—Zonawar.ru—SR.3 «Vikhr» assault rifle
- （俄文）—Малогабаритный автомат СР-3 / СР-3М «Вихрь» (Россия (СССР)) - Арсенал - Энциклопедия оружия. Огнестрельное стрелковое оружие. Оружие поддержки（页面存档备份，存于）
- （简体中文）—D Boy Gun World（槍炮世界）—
  - SR-3 “Vikhr”小型突击步枪（页面存档备份，存于）
  - SR-3M小型突击步枪（页面存档备份，存于）
- （简体中文）—新浪军事—特种作战小旋风：俄罗斯SR3紧凑型突击步枪（页面存档备份，存于）